# Chiese scomparse di Alessandria

Rappresentazione schematica dei quartieri di Alessandria dopo la scomparsa del borgo di Bergoglio.

Per chiese scomparse di Alessandria si intendono tutte le chiese della città il cui edificio sia stato totalmente, parzialmente demolito o comunque alterato in modo da non rendere utilizzabile e riconoscibile il costruito.
La lista comprende tutte le chiese il cui edificio principale sia stato completamente o parzialmente demolito. Sono incluse chiese di cui restano rovine o cripte, e le chiese abbattute per essere ricostruite altrove sotto nuove forme, e quelle atterrate per essere ricostruite nel medesimo spazio. Ottantacinque sono state le chiese abbattute, a cui si aggiungo cinque chiese sconsacrate e una chiesa trasformata: molte delle rimozioni furono dovute alle soppressioni napoleoniche, e alle conseguenti spoliazioni,  tra il XVIII e il XIX secolo. Altre demolizioni si verificarono nel periodo compreso tra l'unità d'Italia e il secondo dopoguerra per necessità urbanistiche, di espansione territoriale o motivi di viabilità. Non mancano infine edifici scomparsi al di fuori dei due periodi appena citati in particolare quelli legati alle vicende del quartiere di Bergoglio.
Per il quartiere di Bergoglio si riscontra un'anomalia storica sensibilmente significativa, rappresentato dal completo livellamento di un intero quartiere per consentire la costruzione della cittadella militare. Questo intervento ha determinato la distruzione integrale non solo di edifici nobiliari, abitazioni e monumenti, ma anche di chiese, conventi e monasteri. Al di là delle implicazioni storico-artistiche di una tale trasformazione del tessuto urbano, è rilevante evidenziare che la scomparsa delle chiese del quartiere di Bergoglio si sia verificata dal 1728 ai primi anni del XIX secolo.
L'elenco delle chiese è stato organizzato per quartieri storici con una successione da oriente ad occidente in senso orario, Bergoglio, Rovereto, Marengo, Gamondio, con una successiva suddivisione basata sul secolo di fondazione. Per convenzione, quando la data di fondazione non è certa, si considera come riferimento il primo anno in cui la chiesa o il convento viene menzionato in fonti documentarie.
La città di Alessandria nacque inizialmente dall'unione demica di Gamondium (Gamondio), Marenghum (Marengo) e Bergolium (Bergoglio). Questo è attestato nel testo dei reclami presentati contro Cremona nel 1184 dall'imperatore Federico Barbarossa, il quale menziona i promotori e autori della fondazione della nuova città: "de tribus locis, Gamunde vicelicet et Meringin et Burgul". A questi tre insediamenti si aggiunsero successivamente Roboretum (Rovereto), Solerium (Solero), Forum (Villa del Foro), Vuilije (Oviglio) e Quargnentum (Quargnento). La fondazione di Alessandria fu sostenuta economicamente dalla Repubblica di Genova e dai comuni della Lega Lombarda, in opposizione al Marchesato del Monferrato, principale alleato dell'imperatore.
Questo processo sinecistico comportò il trasferimento di numerose istituzioni religiose dai borghi originari alla nuova città, come evidenziato dalla presenza di chiese e monasteri omonimi in entrambi i luoghi. Tale fenomeno risulta evidente nell'elenco delle chiese, che riflette le fasi di fondazione e il trasferimento di molte entità religiose nella novas civitas.

## Nota esplicativa
Per maggiore chiarezza organizzativa, l'elenco delle chiese scomparse è ordinato secondo la suddivisione dei quartieri definiti negli anni quaranta del XIX secolo, dopo la rimozione di Bergoglio, come descritto nella rappresentazione schematica qui a fianco: Rovereto, Marengo, Gamondio, Bergoglio. Di conseguenza, alcune chiese, per le fonti storiche, risultano collocate in territori attribuiti a quartieri differenti rispetto a quelli indicati sulla mappa. Ad esempio, il quartiere denominato "Bergoglio" corrispondeva storicamente in parte a Gamondio ed in parte a Rovereto. Il quartiere di Marengo, invece, aveva un'estensione più ampia rispetto a quella stabilita successivamente alle demolizioni di Bergoglio, includendo porzioni attribuite in seguito al quartiere di Gamondio.

## Chiese demolite

### Bergoglio (borgo)

#### XII secolo
| N. | Immagine | Intitolazione                        | Ordine / Confraternita | Fondazione | Demolizione | Descrizione |
| -- | -------- | ------------------------------------ | ---------------------- | ---------- | ----------- | --- |
| 1  |          | Chiesa e monastero di san Pietro     | OSB                    | ~1170      | 1728        | Si veda la voce dedicata. |
| 2  |          | Collegiata di santa Maria della Neve | -                      | ~1170      | 1748        | Storicamente sotto la giurisdizione dell'arcivescovo di Milano, fu sia collegiata, sia parrocchia. Demolita e ricostruita nel 1576 si conservò solo il campanile antico. Nel 1728 fu trasformata in magazzino di legname, evitando la demolizione immediata. Nel 1745, di fronte alla minaccia d'assedio da parte delle forze gallo-ispane, fu trasferita in città nella confraternita di santa Maria della Misericordia, per poi fondersi con la chiesa di san Lorenzo e la collegiata di santa Maria della Corte. Fu definitivamente demolita nel novembre del 1748. |
| 3  |          | Chiesa e convento di santo Stefano   | OSM                    | 1178       | 1728        | Si veda la voce dedicata. |
| 4  |          | Chiesa di san Michele                | Umiliati               | ante 1189  | 1699        | Era ubicata nei pressi del bastione omonimo nell'ultimo isolato meridionale di Bergoglio, è documentato attraverso sporadiche fonti letterarie e cartografiche. Secondo le fonti storiche, nel 1189, una casa madre, denominata "fagia", dell'ordine misto corporativo degli Umiliati fu istituita nelle dipendenze di san Michele. Nel XVI secolo, san Michele figurava tra i quattro principali complessi conventuali di Bergoglio. La distruzione di sei isolati fatiscenti nel 1688 provocò un alleggerimento dell'urbanizzazione e un distacco tra il nucleo densamente costruito del borgo a nord e la struttura religiosa a sud, ora separati da un ampio spazio urbano vuoto, incolto e disseminato di ruderi. È plausibile che sia stata progressivamente abbandonata da quella data; né la chiesa né le strutture annesse risultano menzionate nelle valutazioni per la demolizione degli edifici, il che suggerisce che già prima del 1728 la chiesa fosse in uno stato di rovina avanzata. Alcuni documenti indicano che la chiesa venne demolita nel 1699. |

#### XIII secolo
| N. | Immagine | Intitolazione                    | Ordine / Confraternita          | Fondazione | Demolizione | Descrizione |
| -- | -------- | -------------------------------- | ------------------------------- | ---------- | ----------- | --- |
| 5  |          | Chiesa di san Bernardo           | Confraternita di san Sebastiano | ~1280      | 1728        | Si trovava nell'estrema propaggine orientale del borgo, confinata a ovest dalla contrada Libre e a est da un'altra contrada, a sud dalle muraglie del recinto vecchio e a nord dalle proprietà di Sebastiano Genovese e Bernardino Testera. Nel 1280 ospitò i servi di Maria quando si stabilirono in Bergoglio, la chiesa fu originariamente dedicata a San Bernardo e ospitava una confraternita inizialmente nota come dei santi Sebastiano e Bernardo, poi solo di san Sebastiano. Nel 1627, una grave inondazione causata dall'esondazione del fiume Tanaro danneggiò gravemente la muraglia adiacente alla fiancata destra della chiesa, estendendosi per oltre 120 bracci. Nel 1728 fu il terzo edificio di culto, in ordine di demolizione, a venire abbattuto dopo l'abbazia di san Pietro e la chiesa di santo Stefano. |
| 6  |          | Chiesa della Trinità             | -                               | ante 1282  | post 1534   | La chiesa era situata fuori Bergoglio, vicino al ponte chiamato "ponte della Trinità", appunto. Infatti, lo statuto in cui se ne parla si trova nel libro VII, «De ponte sancte Trinitatis refficiendo», e in esso si fa riferimento al ponte, precisamente nel quartiere di Bergoglio, vicino a una chiesa con tale denominazione: « [...] quod pons ruptus qui est iuxta Trinitatem [...]». Secondo Girolamo Ghilini, questo ponte fu costruito nell'anno 1282 e in quel periodo fu nominato "della Trinità" perché vicino alla cappella del santissimo Mistero. In questa chiesa, nel 1316, iniziò una trattativa tra Matteo I Visconti e gli alessandrini, conclusasi successivamente in san Giovanni del Capuccio. La chiesa esisteva ancora nel 1520 quando il cardinale Giulio de' Medici, nell'atto di erezione della collegiata di San Pietro, descrivendola come chiesa campestre, elevò l'arcidiaconato della chiesa della Trinità nella stessa collegiata. Il 5 giugno 1534 fu dato il possesso della vacante ecclesia Trinitatis, come da atto dello stesso giorno. |
| 7  |          | Chiesa e spedale di sant'Antonio | CRSAnt                          | 1295       | 1728~1800   | La chiesa e spedale sant’Antonio in Bergoglio, presso la Porta delle Vigne verso strada per Valenza, fu fondata nel 1295. I fondi alla sua costruzione furono concessi dal cavaliere aurato Giovannino Guasco (*? †1295). Questa notizia di Girolamo Ghilini pubblicata nel 1666, viene smentita da Giuseppe Antonio Chenna nel 1785, sostenendo invece che l’ospedale sarebbe sorto molto più tardi e che Giovannino Guasco, vivente nel 1424, sarebbe stato solo un benefattore e non il fondatore. Dalle tavole genealogiche della famiglia Guasco, pubblicate nel 1924, si evince che un Giovannino Guasco, cavaliere aurato, sia morto nel 1295, e che un altro Giovannino, capitano nell'esercito del re di Francia nel 1416, fosse vivente nel 1428, confermando sia l'instrumento di donazione del 1428, citato da Chenna, sia la tesi di Ghilini. Secondo Guasco, entrambi fecero donazioni alla chiesa di sant'Antonio e santo Stefano, il primo fondando la struttura, il secondo continuando a contribuirne la sopravvivenza. Nel XVI secolo la struttura era in declino: nel 1565, il vescovo di Alessandria Girolamo Gallarati, durante una visita, dichiarò che in esso «nihil repertum est nec aliquod subsidium pauperibus Christi erogatur». Nel 1584, fu confermato che lo spedale fosse completamente abbandonato, e nel 1594 si rilevò che la chiesa si trovava ben fornita, ma l'ospedale non era in grado di ospitare i poveri senza grande disagio. Nel 1626, fu unita all'ufficio dell'inquisizione della chiesa di san Marco di Alessandria, sotto il pontificato di Urbano VIII. Al centro della volta, sopra l'altare, una cupola riportava, al punto d'incontro dei traversi in rilievo, lo stemma della famiglia Guasco; a destra e a sinistra due grandi lettere di color nero "Z" e "G". Dietro l'altare, sopra il coro, una nicchia racchiudeva la statua del santo, circondata da affreschi che, in basso, assumevano la foggia di due colonne con l'iscrizione: «Nobile more / Deus non irridetur / quæ enim seminavent homc / hæc et metet / ab Gallato ultimo» . Alla base delle colonne dipinte altro stemma dei Guasco, con le iniziali "G" e "R". L'edificio religioso rimaneva, nel suo complesso, all'estremo lembo orientale del quartiere, prospiciente il baluardo omonimo all'estremità est della cinta nei pressi del fiume Tanaro. La chiesa è citata nelle stime per l'indennizzo alla demolizione di Bergoglio. |

#### XIV secolo
| N. | Immagine | Intitolazione                      | Ordine / Confraternita | Fondazione | Demolizione | Descrizione |
| -- | -------- | ---------------------------------- | ---------------------- | ---------- | ----------- | --- |
| 8  |          | Chiesa di santa Margherita         | SMOM                   | ante 1350  | ante 1584   | Anche se non menzionato nei cataloghi, apparteneva all'ordine Gerosolimitano, come suggerito dal documento del 1350 che indica i proprietari come cavalieri. Alcune bolle di papa Pio II del 21 maggio 1460 confermano ulteriormente ciò, attribuendo la chiesa a Manfredo Guasco, cavaliere di questo ordine, e riferendosi ad essa come «præceptoria hospitalis S. Joannis Jerosolimitani», indicando che si trova a «S. Margaritæ de Bergolio Alexandrin. dioecesis». Viene anche menzionata «domus templi». È citata anche come «de Sterpono», e tale nome potrebbe essere stato presente nei cataloghi del 1350 e 1355, ma il copista non è riuscito a comprenderlo e trascriverlo correttamente. Una chiesa di santa Margarita, conosciuta comunemente come la "Margaritota", si trovava anche nel quartiere di Gamondo, come riportato nei documenti della visita del 1584; si deduce quindi che questa chiesa sia stata trasferita dalla zona di Bergoglio alla città. |
| 9  |          | Chiesa e spedale di san Cristoforo | CI                     | ante 1350  | ~1570       | La chiesa e lo spedale di san Cristoforo erano gestiti dai Crocigeri, se ne fa menzione nei cataloghi delle chiese del 1350, in cui si legge sotto il quartiere di Bergoglio: «Hospitale s. Christophori»; «Hospitale s. Christophori de Bergolio». Si iniziò nel tempo a dare in commenda questo spedale, e nel 1566 lo possedeva, certamente con tale titolo, Federico Cancellieri, cameriere pontificio di papa Pio V. Con bolla del 18 gennaio dello stesso anno, lo unì allo spedale dei santi Antonio e Biagio, definendolo «ordinis fratrum Cruciferorum». Quest'ultimo ne entrò in possesso per atto del 12 giugno dell'anno medesimo, tramite il suo amministratore e il sindaco della città. Nell'atto, veniva nuovamente designato come «priorato domus, et ecclesiæ s. Christophori alias ordinis cruciferorum sit. extra & prope moenia quarterii Bergolii dictæ civitatis», cioè d'Alessandria, accennando tuttavia che la chiesa era «dirutam & desolatam».     |
| 10 |          | Chiesa e spedale di san Giovanni   | -                      | ante 1350  | ?           | L'«Ecclesia S. Joannis hospitalis de porta Alexii» era una chiesa con annesso ospedale, menzionata nei cataloghi delle chiese del 1350. La "porta Alexii" di Bergoglio, divenuta poi porta Asti, era un'importante via di accesso. Lo statuto comunale menziona specificamente questa struttura nelle leggi che regolavano la manutenzione delle strade vicine e dei fossati. Lo spedale è menzionato in un documento del 18 ottobre 1483, che ne descrive i beni affittati come parte del patrimonio della mensa vescovile. |
| 11 |          | Chiesa di sant'Angelo              | -                      | ante 1350  | ?           | Della chiesa di sant'Angelo non si sa altro, se non che, oltre che essere registrata nei cataloghi delle chiese del 1350, è menzionata nello statuto: «Quod via de Albaro deversus sanctum Angelum remundetur», cioè, come meglio spiega lo stesso statuto, verso la chiesa di sant'Angelo « [...] a dicta ecclesia sancti Angeli usque ad vineam Alegrini de Grassis [...]». |
| 12 |          | Chiesa di san Vitto                | -                      | ante 1350  | ?           | Quella «sancti Victoris» non può essere altra che la cappella che esisteva sulla collina, nella parrocchia di santa Maria delle Grazie, chiamata comunemente "san Vitto". Nel citato di erezione della collegiata di san Pietro viene definita "campestre". Con essa, nello stesso atto, fu eretto un canonicato nella medesima collegiata, il cui patronato spetta alla famiglia dei Balocchi, cui forse apparteneva quella chiesa; poiché nel catalogo delle chiese del 1350 si legge che era tenuta dal preposto di san Lorenzo, Federico Balocco, e in un altro catalogo posteriore un altro membro della famiglia Balocchi: «Uberzellus Baloccus tenet». |

#### XV secolo
| N. | Immagine | Intitolazione                                 | Ordine / Confraternita                              | Fondazione | Demolizione   | Descrizione |
| -- | -------- | --------------------------------------------- | --------------------------------------------------- | ---------- | ------------- | --- |
| 13 |          | Chiesa di santa Maria della Misericordia      | Confraternita di santa Maria della Misericordia     | ante 1452  | 1728          | Menzionata in un documento del 28 maggio 1452, dove fu chiamata «S. Mariæ Misericordiæ de Pozolascha», e nominata in altri atti come «S. Mariæ Misericordiæ de Bergolio». Inoltre, negli atti della visita pastorale del 1594, si trova registra come e «Misericordiæ Bergolii». La chiesa era situata in una posizione centrale, delimitata a ovest dalla contrada Pozolascha appunto, a est dalla contrada Ciliana, a nord dalla contrada Perni e a sud dagli spalti, in prossimità del torrione di Santa Anna. Adiacente alla chiesa, verso nord, si trovava un corpo di fabbrica appartenente alla confraternita. Comprendeva una sagrestia, separata dall'edificio principale attraverso un corridoio, e un oratorio. Successivamente, si unì alla confraternita dei santi Innocenti di Bergoglio cambiando titolo. Così è citata negli atti della visita del 1656, dove è chiamata «Innocentium Misericordiæ»; mentre negli atti delle visite successive è costantemente chiamata "degli Innocenti" e non più "santa Maria della Misericordia". |
| 14 |          | Chiesa della Madonna delle Grazie             | OSM                                                 | 1458       | XVIII secolo? | Si veda la voce dedicata. |
| 15 |          | Chiesa di san Giovanni Decollato              | Confraternita di san Giovanni Decollato             | ante 1462  | 1800          | Posizionata adiacente alla chiesa di santa Maria della Neve e distinta da essa tramite la contrada di Brayda, si affacciava su un modesto spiazzo antistante la facciata principale, situato all'incrocio tra la contrada Maestra e Brayda. Oltre alla chiesa stessa, il complesso religioso comprendeva una residenza e una corte fornita di un pozzo d'acquaviva. Alla confraternita era affidato il pietoso ufficio di assistere i condannati a morte nelle dodici ore antecedenti l'esecuzione e di dar loro sepoltura nella chiesa. L'edificio fu demolito nel 1641 per le gravi condizioni in cui versava e venne ricostruito, sullo stesso sedime, e solennemente benedetto nel 1655. Nel 1728 l'edificio non fu immediatamente demolito, ma trovò temporanea destinazione come deposito di materiale ligneo. Tale uso proseguì fino a giugno 1800 quando la chiesa venne demolita. Nel frattempo, la confraternita, radicata a Bergoglio dal 1462 e fusa nel 1733 con quella di san Simone, avviò nel 1736 la costruzione di un nuovo luogo di culto nel tessuto urbano cittadino a causa della demolizione del borgo. |
| 16 |          | Chiesa e convento della santissima Annunziata | Confraternita della santissima Annunziata • OFM Oss | ante 1462  | 1800          | Forse era quella menzionata negli atti del 1462 con il titolo di «S. Mariæ de Bergoglio». Ma nelle visite, specialmente in quella del 1594 e in altre successive, è chiamata «dell'Annunziata», «Annunciatæ Bergoglii» o «Annunciatæ in Bergoglio». Si crede che questa confraternita dell'Annunziata abbia accolto i minori osservanti a Bergoglio e sembra che, ceduta loro la propria chiesa, si sia riservata per uso proprio qualche locale superiore, poi convertito in oratorio per le sue riunioni. Fu poi chiamata anche "santa Maria del Pianto" per l'aggregazione ottenuta con l'arciconfraternita di tale titolo attraverso lettere del 20 maggio 1607. Inoltre, fu chiamata dei santi Innocenti per l'unione con la confraternita dei santi Innocenti dello stesso quartiere, che è a sua volta il risultato della fusione con la confraternita di santa Maria della Misericordia di Bergoglio. La chiesa servì come sede per la cura delle anime della parrocchia di san Michele demolita nel 1699, convertendola in canonicato. Rimase temporaneamente l'unica struttura ecclesiastica sopravvissuta alle demolizioni di Bergoglio e, con l'aumento degli abitanti nella nuova cittadella, i religiosi presero cura delle anime dei circa 100 parrocchiani. Venne bruciata dai francesi nel 1799 ed in fine demolita nel giugno 1800, dopo la battaglia di Marengo. |

#### XVI secolo
| N. | Immagine | Intitolazione                        | Ordine / Confraternita          | Fondazione | Demolizione | Descrizione |
| -- | -------- | ------------------------------------ | ------------------------------- | ---------- | ----------- | --- |
| 17 |          | Chiesa della Beata Vergine di Loreto | CASH • CRS • OSST               | 1503       | 1745        | Originariamente dedicata a Maria Vergine della Salute, fu edificata fuori dalle mura di Bergoglio e venne dotata di fondi per la custodia da parte di un sacerdote. Nel 1531 viene ceduta ai padri gesuati mentre nel 1605 si completa una nuova chiesa dedicata alla beata Vergine di Loreto, accanto alla precedente, ispirata al santuario di Loreto nelle Marche per volontà del vescovo di Alessandria Odescalchi. Con la soppressione dei gesuati da pare di papa Clemente IX, dopo un breve periodo di gestione da parte del seminario, i trinitari scalzi ottengono la chiesa di Loreto nel 1695. Durante il conflitto gallo-ispanico la chiesa viene demolita sul finire del 1745. La chiesa fuori le mura di Bergoglio trovò, in seguito, una seconda vita in Alessandria, con la costruzione di una nuova chiesa nel 1790. |
| 18 |          | Chiesa di san Giacomo de Pertusatis  | -                               | ante 1520  | ?           | Questa chiesa è menzionata nel 1520 nell'atto di creazione della collegiata di san Pietro «in quarterio Bergolii Alexandr.». Di essa non si hanno ulteriori informazioni, se non il fatto che fu probabilmente parte della collegiata. |
| 19 |          | Chiesa di santa Caterina             | Confraternita di santa Caterina | ante 1594  | 1736        | La chiesa, situata sulla piazza d'armi di Bergoglio di fronte al ponte sul Tanaro, preceduta da un piccolo piazzale, aveva una volta in mattoni e calcina. Al suo interno si trovavano due cappelle, un coro e un Sancta Sanctorum. L'esterno presentava un cornicione rustico, mentre all'interno vi era un cornicione decorato, realizzato in calce e gesso, che collegava ventiquattro colonne. La sagrestia era composta da un'unica stanza, e nella corte c'era un pozzo. L'edificio adiacente alla chiesa disponeva di una cantina e di un locale al piano terra usato come osteria, con un piano superiore accessibile tramite due scale "alla capuccina". Anche la corte era dotata di un secondo pozzo. Non si trovano notizie anteriori alla visita pastorale del 1594 riguardo alla confraternita di santa Caterina di Bergoglio, nella quale viene citata con il nome di «s. Catharinæ Bergolii». Essa appare successivamente denominata «de' ss. Cattarina e Rocco», in quanto si unì alla confraternita di san Rocco, dello stesso quartiere, anch'essa menzionata negli atti della medesima visita e di altre successive. Tale unione si deve essere verificata poco dopo il 1622, poiché, visitata in quell'anno, se ne trova ulteriore menzione nella visita del 1624. Con la demolizione del borgo, si aggregò alla confraternita di san Giovanni Decollato di Bergoglio, che a sua volta edificò una nuova chiesa in Alessandria a partire dal 1736. |

#### XVII secolo
| N. | Immagine | Intitolazione         | Ordine / Confraternita | Fondazione | Demolizione | Descrizione |
| -- | -------- | --------------------- | ---------------------- | ---------- | ----------- | --- |
| 20 |          | Chiesa del Crocefisso | OSPPE • OSA            | ante 1606  | ~1657       | Nel 1606 l'abate di san Pietro di Bergoglio, Cornelio dal Pozzo, col consenso del suo capitolo, diede ai monaci di san Paolo primo eremita una chiesetta dedicata al Crocefisso fuori le mura di Bergoglio, della porta detta "delle Vigne", sulla strada per Valenza, con il sito ad essa attiguo, per potervi fabbricare un convento. Tale concessione o non deve aver avuto effetto alcuno, poiché la giurisdizione dell'abate concedente non si estendeva fuori della propria chiesa, o non deve aver avuto un effetto duraturo, poiché risulta che quella stessa chiesa pochi anni dopo apparteneva ai padri agostiniani conventuali, come si evince da un atto del 4 agosto 1635, rogato da Mutto: «Actum Alexandriae, videlicet extra moenia ejusdem civitatis, & in choro conventus rr. pp. ss. Crucifixi», e questi si definiscono eremitani di sant'Agostino «Monaci professi ord. Heremit. s. Augustini», ed erano cinque oltre il priore. Menzionata più volte ancora da Girolamo Ghilini, che descrive come il fiume Tanaro, uscito dal suo letto, l’avesse inondata nel 1647 e nuovamente nel 1657. A seguito di questi eventi, gli agostiniani abbandonarono la chiesa e si unirono alla comunità di san Giacomo della Vittoria. |

### Dati incerti
| N. | Immagine | Intitolazione                 | Ordine / Confraternita | Fondazione | Demolizione | Descrizione |
| -- | -------- | ----------------------------- | ---------------------- | ---------- | ----------- | --- |
| 21 |          | Chiesa della Annunziata Nuova | -                      | ?          | ?           | |
| 22 |          | Chiesetta di porta d'Asti     | -                      | ?          | ?           | Chiesetta attigua al corpo di guarda della porta di Asti, era parte della collegiata di san Pietro. Ancora officiata nel 1740.                      |
| 23 |          | Cappelletta della Guastavina  | -                      | ?          | ?           | Parte del capitolo della collegiata di san Pietro si trovava sulla piazza di san Pietro, tra la mezzaluna di Valenza a est e la collegiata a ovest. |

### Rovereto

#### XII secolo
| N. | Immagine                | Intitolazione                     | Ordine / Confraternita       | Fondazione      | Demolizione | Descrizione | Descrizione             |
| -- | ----------------------- | --------------------------------- | ---------------------------- | --------------- | ----------- | --- | ----------------------- |
| 24 |                         | Chiesa di santa Croce             | Confraternita di santa Croce | 1117            | 1844        | Lo storico Chenna sostiene che, nonostante sia citata in un atto del 1431 che stabilisce la fondazione nel 1117, la chiesa risulta documentata come attiva solo nel XVI secolo, partecipando alle preghiere delle quarantore e venendo citata negli atti del 1594. Don Cesare Moretti, invece, sostiene secondo le fonti citate che effettivamente la chiesa fosse stata fondata nel 1117. La confraternita si aggregò all'arciconfraternita dei santi Ambrogio e Carlo nel 1621, mentre il campanile fu costruito nel 1641. Sempre nel XVII secolo, erano presenti due altari: l'altare maggiore, che ospitava la statua di Gesù legato alla colonna, e un altare laterale dedicato ai santi Ambrogio e Carlo. Nel 1745, le truppe spagnole confiscarono la campana della chiesa, successivamente recuperata dalla famiglia Melazzi e restituita alla confraternita senza alcuna richiesta di compenso. Nello stesso anno la chiesa ospitò i trinitari scalzi. Nei documenti allegati alla visita pastorale del vescovo di Alessandria, Giuseppe Tomaso de Rossi, sono inoltre elencati numerosi legati appartenenti alla confraternita. La chiesa fu demolita nel 1844, e parte del materiale risultante venne utilizzato per il restauro della chiesa di Santa Maria di Betlemme, dove, verso la fine dello stesso anno, i confratelli iniziarono a celebrare le funzioni religiose. | vedi anche chiesa n. 34 |
| 25 |                         | Chiesa di san Siro                | Umiliati • CRS               | ante 1169       | 1831        | Documentata fin dal 31 ottobre 1169 è, dunque, antecedente alla fondazione della città. Nel 1253, fu ceduta agli umiliati, che ne mantennero la gestione fino al 1571 quando, a seguito della soppressione dell'ordine da parte di papa Pio V, i beni furono redistribuiti. Nel 1573, la chiesa passò ai padri somaschi, impegnati nella gestione parrocchiale e nelle funzioni liturgiche. Dopo una riedificazione nel 1603, la gestione continuò sotto i somaschi fino al 1789. Venne demolita nel mese di settembre del 1831 per la costruzione delle fortificazioni relative alla testa di ponte sul fiume Tanaro. La parrocchia fu trasferita a sant'Alessandro ed, in seguito, a sant'Andrea. | vedi anche chiesa n. 31 |
| 26 |                         | Chiesa di san Giovanni delle Rane | -                            | fine XII secolo | 1751        | Esistente già alla fine del XII secolo, sorgeva sul sedime della chiesa di santa Lucia, edificata nel 1759, con a fianco un piccolo cimitero. Nell’attigua piazzetta, chiamata «platea de Ranis», si trovava il «pons de Beccariis» che facilitava il passaggio nell’area del quartiere Rovereto. Forse il curioso nome era stato attribuito a causa della posizione topografica. La zona era infatti ricca di acque, perciò, con tutta probabilità, popolata da rane. Ad avviso dello storico Francesco Gasparolo, derivava invece dal cognome della famiglia Rana, citata nel XIII secolo tra le casate guelfe del quartiere di Rovereto insieme con quella dei Dal Pozzo, la cui residenza, in seguito sostituita da un palazzo settecentesco, spiccava su un lato della piazzetta. La chiesa era tra le più anguste, priva anche del fonte battesimale, e nel XV secolo era una piccola parrocchia che comprendeva una cinquantina di persone; dopo il 1566 divenne una semplice prebenda canonicale. All’inizio del XVIII secolo, visto anche il degrado in cui versava, la confraternita di santa Lucia e santa Caterina – poi unita con quella dei santi Urbano e Paolo – la acquistò con l’intento di erigere una edificio più grande. Grazie ai denari ricavati dalla vendita della chiesa di san Paolo, nel mese di luglio del 1751 san Giovanni delle Rane fu demolita.      | vedi anche chiesa n. 68 |
| 26 | vedi anche chiesa n. 80 | Chiesa di san Giovanni delle Rane | -                            | fine XII secolo | 1751        | Esistente già alla fine del XII secolo, sorgeva sul sedime della chiesa di santa Lucia, edificata nel 1759, con a fianco un piccolo cimitero. Nell’attigua piazzetta, chiamata «platea de Ranis», si trovava il «pons de Beccariis» che facilitava il passaggio nell’area del quartiere Rovereto. Forse il curioso nome era stato attribuito a causa della posizione topografica. La zona era infatti ricca di acque, perciò, con tutta probabilità, popolata da rane. Ad avviso dello storico Francesco Gasparolo, derivava invece dal cognome della famiglia Rana, citata nel XIII secolo tra le casate guelfe del quartiere di Rovereto insieme con quella dei Dal Pozzo, la cui residenza, in seguito sostituita da un palazzo settecentesco, spiccava su un lato della piazzetta. La chiesa era tra le più anguste, priva anche del fonte battesimale, e nel XV secolo era una piccola parrocchia che comprendeva una cinquantina di persone; dopo il 1566 divenne una semplice prebenda canonicale. All’inizio del XVIII secolo, visto anche il degrado in cui versava, la confraternita di santa Lucia e santa Caterina – poi unita con quella dei santi Urbano e Paolo – la acquistò con l’intento di erigere una edificio più grande. Grazie ai denari ricavati dalla vendita della chiesa di san Paolo, nel mese di luglio del 1751 san Giovanni delle Rane fu demolita.      |                         |

#### XIV secolo
| N. | Immagine                | Intitolazione                  | Ordine / Confraternita | Fondazione | Demolizione | Descrizione | Descrizione             |
| -- | ----------------------- | ------------------------------ | ---------------------- | ---------- | ----------- | --- | ----------------------- |
| 27 |                         | Chiesa di san Bartolomeo       | CRSC                   | 1310       | 1653        | Fu fondata nel 1310 dall'arcidiacono della cattedrale Bertolino dal Pozzo e donata all'abbazia di santa Croce di Mortara. Situata nella contrada capite villæ, fu ricostruita nel corso del XIV secolo grazie all'opera di alcuni membri della famiglia dal Pozzo, che mantenne il patronato sulla chiesa. Nel 1395, il priore dell'abbazia confermò tale diritto, permettendo alla famiglia di nominare un presbitero. Nel XVI secolo, la chiesa risultava unita alla chiesa di santa Maria di Castello di Alessandria, appartenente alla stessa congregazione di santa Croce di Mortara, ma i dal Pozzo continuarono a esercitare il patronato. Nel 1647, i canonici regolari di Santa Croce di Mortara vendettero la chiesa ai gesuiti, suscitando l'opposizione di Barbara Guasco del Pozzo, tutrice del marchese Gaspare, che rivendicò il patronato e denunciò la rimozione di antichi stemmi della famiglia. Nonostante la controversia, nel 1653, sul sito della chiesa di san Bartolomeo, fu posata la prima pietra della nuova chiesa di sant'Ignazio, sancendo di fatto la sostituzione dell'antica struttura e la transizione del luogo sacro sotto la giurisdizione gesuitica. | vedi anche chiesa n. 88 |
| 28 |                         | Chiesa e spedale di san Biagio | -                      | ante 1353  | 1579        | Con la rispettiva chiesa, si trovava all’angolo tra le contrade identificabili successivamente come via Milano e via Verona. Venne abbattuto nel 1579 per la costruzione della chiesa della santissima Annunziata. Lo spedale di san Biagio si trasferì, unendosi con quello di sant'Antonio. | vedi anche chiesa n. 32 |
| 28 | vedi anche chiesa n. 76 | Chiesa e spedale di san Biagio | -                      | ante 1353  | 1579        | Con la rispettiva chiesa, si trovava all’angolo tra le contrade identificabili successivamente come via Milano e via Verona. Venne abbattuto nel 1579 per la costruzione della chiesa della santissima Annunziata. Lo spedale di san Biagio si trasferì, unendosi con quello di sant'Antonio. |                         |

#### XV secolo
| N. | Immagine | Intitolazione                          | Ordine / Confraternita                    | Fondazione | Demolizione | Descrizione | Descrizione |
| -- | -------- | -------------------------------------- | ----------------------------------------- | ---------- | ----------- | --- | --- |
| 29 |          | Chiesa di santo Stefano delle Beccarie | -                                         | ante 1425  | 1566        | La chiesa di Santo Stefano delle Beccarie era così denominata probabilmente perché situata vicino ai macelli pubblici, detti "beccarie". Questo è evidenziato da un documento del 7 aprile 1425, redatto ad Alessandria, che afferma: « [...] videlicet in ecclesia sancti Stephani sita prope becharias». I macelli erano posizionati lungo la strada che dal ponte sul fiume Tanaro conduce alla piazza del municipio, come si desume dallo statuto «De faciendo transendam unam de lapidibus [...] ]», dove si legge: « [...] in strata a ponte Tanagri usque ad beccarias, et a beccariis usque ad carraroliam de brolieto. [...]». La chiesa, originariamente parrocchiale, era amministrata, come attestato dal summenzionato documento, da un preposto. Tuttavia, con il decreto del 1566, fu soppressa la funzione di cura delle anime e successivamente la struttura venne profanata e demolita. Già durante la visita pastorale del vescovo Gallarati nel 1565, si rilevarono segnali di un progressivo declino, fu infatti trovata «absque pavimento, & tecto, videlicet solario».               | La chiesa di Santo Stefano delle Beccarie era così denominata probabilmente perché situata vicino ai macelli pubblici, detti "beccarie". Questo è evidenziato da un documento del 7 aprile 1425, redatto ad Alessandria, che afferma: « [...] videlicet in ecclesia sancti Stephani sita prope becharias». I macelli erano posizionati lungo la strada che dal ponte sul fiume Tanaro conduce alla piazza del municipio, come si desume dallo statuto «De faciendo transendam unam de lapidibus [...] ]», dove si legge: « [...] in strata a ponte Tanagri usque ad beccarias, et a beccariis usque ad carraroliam de brolieto. [...]». La chiesa, originariamente parrocchiale, era amministrata, come attestato dal summenzionato documento, da un preposto. Tuttavia, con il decreto del 1566, fu soppressa la funzione di cura delle anime e successivamente la struttura venne profanata e demolita. Già durante la visita pastorale del vescovo Gallarati nel 1565, si rilevarono segnali di un progressivo declino, fu infatti trovata «absque pavimento, & tecto, videlicet solario».               |
| 30 |          | Chiesa e monastero di santa Chiara     | OSB • OSC                                 | 1473       | 1880        | Monastero inizialmente dedicato a san Martino, menzionato già nel 1116, situato a Foro, vicino ad Alessandria ed indicato nei documenti come "San Martino de Foro". Questo antico monastero benedettino, colpito dalle guerre di fine XIV secolo, divenne il nucleo attorno al quale si formò il nuovo monastero di santa Maria degli Angeli, sotto la regola di santa Chiara. La fondazione del nuovo monastero, finanziata dal nobile Corradino dal Pozzo, avvenne ufficialmente nel 1401 con un breve di papa Bonifacio IX, che trasferì le monache sopravvissute al monastero di san Martino nella nuova struttura. Nel 1473 fu costruita la chiesa del monastero e nel 1490 venne edificata una chiesa interna al monastero. Divenne di proprietà demaniale con la soppressione napoleonica nel 1802 e la chiesa fu trasformata in magazzino. Le aree rimanenti vennero adibite a seminario vescovile dal 1823, convertito in ospedale militare durante la prima guerra mondiale e poi nuovamente restituito ad uso del seminario. Chiusa e diroccata da tempo, la chiesa fu invece demolita nel 1880. | Monastero inizialmente dedicato a san Martino, menzionato già nel 1116, situato a Foro, vicino ad Alessandria ed indicato nei documenti come "San Martino de Foro". Questo antico monastero benedettino, colpito dalle guerre di fine XIV secolo, divenne il nucleo attorno al quale si formò il nuovo monastero di santa Maria degli Angeli, sotto la regola di santa Chiara. La fondazione del nuovo monastero, finanziata dal nobile Corradino dal Pozzo, avvenne ufficialmente nel 1401 con un breve di papa Bonifacio IX, che trasferì le monache sopravvissute al monastero di san Martino nella nuova struttura. Nel 1473 fu costruita la chiesa del monastero e nel 1490 venne edificata una chiesa interna al monastero. Divenne di proprietà demaniale con la soppressione napoleonica nel 1802 e la chiesa fu trasformata in magazzino. Le aree rimanenti vennero adibite a seminario vescovile dal 1823, convertito in ospedale militare durante la prima guerra mondiale e poi nuovamente restituito ad uso del seminario. Chiusa e diroccata da tempo, la chiesa fu invece demolita nel 1880. |
| 31 |          | Chiesa dei santi Sebastiano e Siro     | Confraternita dei santi Sebastiano e Siro | 1485       | 1831        | Durante la peste del 1485 una chiesa fu dedicata a San Sebastiano. Entro il 1545 la chiesa diventò ufficialmente sede di una confraternita, come attestato da un documento del 23 giugno dello stesso anno. Nel 1641 venne costruito il campanile della chiesa; nel 1730 vi fu la fusione con la confraternita di san Sebastiano di Bergoglio, prima dei santi Bernardo e Sebastiano, a seguito della sua demolizione. La confraternita si aggregò con l'arciconfraternita del santissimo Sudario di Roma nel 1747 e cambiò la propria sede nel 1790, spostandosi nella chiesa parrocchiale di san Siro, assumendo il titolo dei santi Siro e Sebastiano. La chiesa venne demolita nel 1831, unitamente alla chiesa di san Siro, per l'ampliamento delle fortificazioni della testa di ponte prospiciente il fiume Tanaro. | vedi anche chiesa n. 25 |

#### XVI secolo
| N. | Immagine                | Intitolazione                      | Ordine / Confraternita                         | Fondazione | Demolizione | Descrizione | Descrizione             |
| -- | ----------------------- | ---------------------------------- | ---------------------------------------------- | ---------- | ----------- | --- | ----------------------- |
| 32 |                         | Chiesa della santissima Annunziata | Confraternita della santissima Annunziata • SI | 1579       | 1653        | In questa chiesa i padri della Compagnia di Gesù furono ricevuti, per la prima volta ad Alessandria, nell'anno 1591, come scrive lo Schiavina: «Eodem anno patres, Jesuitæ nuncupati, domicilio Alexandriam traducto in s. ædes b. Virginis Annuntiatæ, quæ erant societatis laicorum, excepti sunt»; e dopo di lui anche Girolamo Ghilini allo stesso anno. Costruita nel 1579 ad opera di Guarnero Trotti, vescovo di Alessandria, con il materiale della chiesa della "Rotonda" nel luogo stesso dove era l'antico ospedale di san Biagio, in seguito alla sua demolizione. Nel 1583 la chiesa era già operativa, come evinto in un testamento datato 7 gennaio di quell'anno; la confraternita della chiesa viene citata anche negli atti della visita pastorale del 1594. La costruzione della nuova chiesa dei gesuiti, dedicata a sant'Ignazio, nel 1653, segnò la fine della chiesa dell'Annunziata che fu inglobata nella nuova struttura. | vedi anche chiesa n. 28 |
| 32 | vedi anche chiesa n. 50 | Chiesa della santissima Annunziata | Confraternita della santissima Annunziata • SI | 1579       | 1653        | In questa chiesa i padri della Compagnia di Gesù furono ricevuti, per la prima volta ad Alessandria, nell'anno 1591, come scrive lo Schiavina: «Eodem anno patres, Jesuitæ nuncupati, domicilio Alexandriam traducto in s. ædes b. Virginis Annuntiatæ, quæ erant societatis laicorum, excepti sunt»; e dopo di lui anche Girolamo Ghilini allo stesso anno. Costruita nel 1579 ad opera di Guarnero Trotti, vescovo di Alessandria, con il materiale della chiesa della "Rotonda" nel luogo stesso dove era l'antico ospedale di san Biagio, in seguito alla sua demolizione. Nel 1583 la chiesa era già operativa, come evinto in un testamento datato 7 gennaio di quell'anno; la confraternita della chiesa viene citata anche negli atti della visita pastorale del 1594. La costruzione della nuova chiesa dei gesuiti, dedicata a sant'Ignazio, nel 1653, segnò la fine della chiesa dell'Annunziata che fu inglobata nella nuova struttura. |                         |
| 32 | vedi anche chiesa n. 88 | Chiesa della santissima Annunziata | Confraternita della santissima Annunziata • SI | 1579       | 1653        | In questa chiesa i padri della Compagnia di Gesù furono ricevuti, per la prima volta ad Alessandria, nell'anno 1591, come scrive lo Schiavina: «Eodem anno patres, Jesuitæ nuncupati, domicilio Alexandriam traducto in s. ædes b. Virginis Annuntiatæ, quæ erant societatis laicorum, excepti sunt»; e dopo di lui anche Girolamo Ghilini allo stesso anno. Costruita nel 1579 ad opera di Guarnero Trotti, vescovo di Alessandria, con il materiale della chiesa della "Rotonda" nel luogo stesso dove era l'antico ospedale di san Biagio, in seguito alla sua demolizione. Nel 1583 la chiesa era già operativa, come evinto in un testamento datato 7 gennaio di quell'anno; la confraternita della chiesa viene citata anche negli atti della visita pastorale del 1594. La costruzione della nuova chiesa dei gesuiti, dedicata a sant'Ignazio, nel 1653, segnò la fine della chiesa dell'Annunziata che fu inglobata nella nuova struttura. |                         |

#### XVII secolo
| N. | Immagine | Intitolazione                         | Ordine / Confraternita                                       | Fondazione | Demolizione | Descrizione | Descrizione             |
| -- | -------- | ------------------------------------- | ------------------------------------------------------------ | ---------- | ----------- | --- | ----------------------- |
| 33 |          | Chiesa della beata Vergine Annunziata | Confraternita dell'Annunziata • Confraternita di sant'Urbano | 1609       | 1968        | La chiesa fu costruita all'inizio del XVII secolo grazie alla vendita, nel 1609, delle proprietà della confraternita in rugata san Martino nel quartiere di Marengo, ove era situata la vecchia chiesa ormai fatiscente. Durante la visita pastorale del 1695 vengono descritti tre altari. Nel 1655, si unì alla confraternita di sant'Urbano, mentre nel 1732 si aggregò all'arciconfraternita del santissimo Nome di Maria di Roma. Nel 1609, a seguito della vendita delle proprietà nel quartiere di Marengo, la chiesa venne riedificata nella contrada successivamente denominata via Vochieri. Ampliata e restaurata nel 1722 aveva una facciata sobria, sormontata da un frontone ad andamento curvilineo. L’interno, molto lineare, era ad aula. Nel 1798, in seguito alle soppressioni napoleoniche, la chiesa e gli edifici annessi furono destinati a sede di scuole primarie. Dopo la Restaurazione, la confraternita rientrò in possesso della chiesa e, tra il 1824 e il 1828, il campanile venne sopraelevato e furono eseguiti lavori di restauro. Le guerre d'indipendenza italiane portarono alla chiusura temporanea della chiesa, che fu riaperta nel 1865. Nel 1968 la chiesa venne demolita. | vedi anche chiesa n. 57 |
| 34 |          | Chiesa di santa Maria di Betlemme     | OSST • Confraternita di Santa Croce                          | 1651       | 1956        | Una chiesa con lo stesso titolo sorgeva fuori dalla porta di Marengo, tra il Bormida e la città. I trinitari scalzi, nel 1651, costruirono una nuova chiesa, nel quartiere di Rovereto, in città. Sconsacrata da tempo, fu demolita nel 1956. Lineare la facciata, aveva un interno ad andamento irregolare, a linee spezzate. | vedi anche chiesa n. 24 |

### Marengo

#### XII secolo
| N. | Immagine | Intitolazione                      | Ordine / Confraternita | Fondazione  | Demolizione | Descrizione |
| -- | -------- | ---------------------------------- | ---------------------- | ----------- | ----------- | --- |
| 35 |          | Chiesa di san Pietro Capitis Vitis | -                      | XII secolo? | ?           | La chiesa di «sancti Petri capitis vitis» potrebbe essere quella originariamente costruita in onore di san Pietro, prima dell'erezione della cattedrale di San Pietro. La contrada, che portava questo nome e lo trasmise alla chiesa stessa, si trovava infatti vicino alla platea maior, come riportato in documenti del 17 novembre e 23 dicembre 1546. San Pietro è menzionata in diversi statuti relativi al quartiere di Marengo, in particolare nel libro VII, nello statuto «De ponte uno in rugata capitis vitis», dove si legge «Juxta ecclesiam sancti Petri capitis vitis», e nello statuto «De ampliatione vie que est prope ecclesiam sancti Petri capitis vitis». Viene inoltre citata nello statuto «De cararolia una facienda super [...] ]» del libro IX, « [...] citra ecclesiam s. Petri capitis vitis [...]». Si può anche presumere che nello statuto «De strata, sive via &.» dello stesso libro VII si faccia riferimento a questa chiesa con l’espressione «penes sanctum Petrum, e usque ad dictam ecclesiam s. Petri», e ancora nello statuto «De bestiis non tenentis ad pascendum in via insulæ novæ» si parla di « [...] veniedo usque in burmidam et usque ad pontem sancti Petri capitis vitis [...]». Sebbene non venga aggiunta la specificazione «capitis vitis» la chiesa di san Pietro viene menzionata anche nello statuto «De stratis euntibus ad portam Marenghi aptandis» del libro VII, dove si menziona « [...] usque ad ecclesiam sancti Petri [...]». Poiché nell'ultimo dei documenti citati si accenna a fr. Joannes de Aquis come responsabile della chiesa, si può ipotizzare che fosse una chiesa regolare. |
| 36 |          | Cattedrale di san Pietro           | –                      | 1175        | 1803        | In pieno regime francese e all'indomani della battaglia di Marengo, Napoleone decretò la fine della cattedrale ordinandone la demolizione. Non fu ritenuta idonea, anzi ingombrante, nell'ambito della riorganizzazione funzionale urbana della città voluta dall'imperatore francese. Si veda la voce dedicata. |

#### XIV secolo
| N. | Immagine | Intitolazione                               | Ordine / Confraternita | Fondazione | Demolizione | Descrizione | Descrizione |
| -- | -------- | ------------------------------------------- | ---------------------- | ---------- | ----------- | --- | --- |
| 37 |          | Chiesa e spedale di san Giacomo d'Altopasso | -                      | 1335       | 1779        | Guglielmo e Ogerio Gambarini, membri di una nobile famiglia alessandrina, fondarono un spedale per pellegrini completato nel 1335. Nel 1350, Guglielmo lo dotò di fondi con un atto stipulato nel convento di san Giacomo d'Altopasso, nella diocesi di Lucca, legandolo a tale istituzione. La fondazione fu confermata solo nel 1489 da papa Innocenzo VIII. L'ospedale rimase sotto il patronato della famiglia Gambarini, che alternava la nomina del rettore tra i rami di Alessandria e Lucca. Nel 1565, il vescovo di Alessandria Girolamo Gallarati visitò l'ospedale, trovando otto letti per i pellegrini, ai quali il rettore forniva solo ricovero, a meno che non fossero malati, in tal caso venivano assistiti con medico, medicine, alimenti adeguati e fuoco. Nel 1777, alla morte dell'ultimo rettore Scipione Calliani, il patronato passò esclusivamente ai Gambarini di Lucca, poiché il ramo alessandrino si era estinto. Il vescovo De Rossi, con l'approvazione dei Gambarini lucchesi, riuscì a ottenere la soppressione dell'ospedale, che venne convertito in una struttura per malati di mente. Il nuovo "spedale dei pazzerelli" fu eretto nel 1778, con l'amministrazione affidata alla confraternita della santissima Trinità, sotto il controllo del vescovo. Furono stabilite regole approvate dal re Vittorio Amedeo III nel 1780. Il precedente ospedale per pellegrini fu unito a quello per malati di mente, con l'adattamento degli edifici esistenti. Nel 1782, l'ospedale cominciò a ricevere e curare i malati, mentre l'anno successivo furono avviati i lavori per la costruzione di una nuova struttura. Nel 1791 fu costruita anche una nuova chiesa in luogo della precedente sullo stesso sedime.. | vedi anche chiesa n. 46 |
| 38 |          | Chiesa di santa Maria di Betlemme           | OFM Oss • OSB • OSST   | ante 1350  | 1643        | La chiesa sorgeva fuori da porta Marengo, tra il Bormida e la città, sotto il nome di «Ecclesia sanctæ Mariæ de Betleem», come documentato nel catalogo del 1350. Demolita durante le guerre del XVI secolo fu riedificata nel 1605 dal vescovo di Alessandria Giorgio Odescalchi. La nuova struttura fu riaperta al culto nel 1607. Tra il 1615 e il 1625 la gestione della chiesa passò dal Capitolo della cattedrale ai trinitari scalzi fino al 1625, dopo essere stata temporaneamente sotto la cura dei minori osservanti e dei benedettini. La chiesa fu nuovamente demolita nel 1643 e ne fu costruita una nuova sotto lo stesso titolo nel quartiere di Rovereto. | vedi anche chiesa n. 34 |
| 39 |          | Chiesa e spedale di san Lazzaro             | -                      | ante 1350  | ?           | Della chiesa di san Lazzaro poco è dato sapere, se non che è registrata nel catalogo del 1350 come chiesa legata ad un spedale, probabilmente per donne, poiché era gestito da una "ministra" e da due amministratori dei redditi. Nel catalogo, si legge: Ecclesia s. Lazari / D. Pagana, ministra dicti ospitalis; / D. Stephanus Guaschus; / D. Antonius Merlanus. In un catalogo successivo, invece, viene indicato che la chiesa era sotto la responsabilità dell'arcidiacono: Ecclesia sancti Lazari de Marengo / D. Archidiaconus tenet. Non è chiaro se la chiesa fosse gestita per ragioni personali o in qualità di arcidiacono della cattedrale, ipotesi quest'ultima che appare più probabile. | Della chiesa di san Lazzaro poco è dato sapere, se non che è registrata nel catalogo del 1350 come chiesa legata ad un spedale, probabilmente per donne, poiché era gestito da una "ministra" e da due amministratori dei redditi. Nel catalogo, si legge: Ecclesia s. Lazari / D. Pagana, ministra dicti ospitalis; / D. Stephanus Guaschus; / D. Antonius Merlanus. In un catalogo successivo, invece, viene indicato che la chiesa era sotto la responsabilità dell'arcidiacono: Ecclesia sancti Lazari de Marengo / D. Archidiaconus tenet. Non è chiaro se la chiesa fosse gestita per ragioni personali o in qualità di arcidiacono della cattedrale, ipotesi quest'ultima che appare più probabile. |

#### XV secolo
| N. | Immagine | Intitolazione                       | Ordine / Confraternita | Fondazione | Demolizione | Descrizione | Descrizione |
| -- | -------- | ----------------------------------- | ---------------------- | ---------- | ----------- | --- | --- |
| 40 |          | Chiesa e convento di san Bernardino | OFM Oss                | 1450       | 1841        | Si veda la voce dedicata. | Si veda la voce dedicata. |
| 41 |          | Chiesa del santo Spirito            | -                      | ante 1453  | ?           | La chiesa dello Spirito Santo, situata nel quartiere di Marengo, si trovava fuori dalle mura, come confermato da un atto del 3 novembre 1453. È attestata in numerosi documenti, tra cui una convenzione tra i frati di san Francesco e quelli di san Domenico, dove viene citata insieme a santa Maria di Betlemme e san Lazzaro. È anche menzionata in vari statuti, poiché da essa prendeva il nome una porta della città, indicata come «porta sancti Spiritus» o «porta di Marengo», denominazioni applicate in modo intercambiabile: nello statuto «De stratis euntibus ad portam Marenghi aptandis» viene scritto [...] ad portam Marenghi sive Sancti Spiritus [...]. La vicinanza della chiesa alla porta di Marengo si evince dallo statuto che menziona la strada tra il santo Spirito e san Dalmazzo, indicando come le due chiese fossero vicine, «De bealeto quod est inter viciniam sancti Spiritus et sancti Dalmatii». In un catalogo successivo al 1453 risulta essere sotto la responsabilità di un arcidiacono; tuttavia, non è chiaro se tale figura fosse legata direttamente alla cattedrale o al capitolo dei canonici. | La chiesa dello Spirito Santo, situata nel quartiere di Marengo, si trovava fuori dalle mura, come confermato da un atto del 3 novembre 1453. È attestata in numerosi documenti, tra cui una convenzione tra i frati di san Francesco e quelli di san Domenico, dove viene citata insieme a santa Maria di Betlemme e san Lazzaro. È anche menzionata in vari statuti, poiché da essa prendeva il nome una porta della città, indicata come «porta sancti Spiritus» o «porta di Marengo», denominazioni applicate in modo intercambiabile: nello statuto «De stratis euntibus ad portam Marenghi aptandis» viene scritto [...] ad portam Marenghi sive Sancti Spiritus [...]. La vicinanza della chiesa alla porta di Marengo si evince dallo statuto che menziona la strada tra il santo Spirito e san Dalmazzo, indicando come le due chiese fossero vicine, «De bealeto quod est inter viciniam sancti Spiritus et sancti Dalmatii». In un catalogo successivo al 1453 risulta essere sotto la responsabilità di un arcidiacono; tuttavia, non è chiaro se tale figura fosse legata direttamente alla cattedrale o al capitolo dei canonici. |

#### XVI secolo
| N. | Immagine | Intitolazione          | Ordine / Confraternita | Fondazione | Demolizione | Descrizione |
| -- | -------- | ---------------------- | ---------------------- | ---------- | ----------- | --- |
| 42 |          | Chiesa di san Marziano | -                      | ante 1577  | ?           | Quella di san Marziano non la si trova menzionata altrove, fuorché nei cataloghi, e nello statuto «De ponte uno in rugata Casaliti faciendo» in cui si legge: « [...] in rugata Casaliti prope sanctum Marzanum [...]». La contrada detta di "Casalito", successivamente denominata via Savonarola, si trovava nel quartiere di Marengo come confermato da diversi documenti, uno fra tutti quello del 14 novembre 1577: «In civitate Alexandriæ in quarterio Marenghi in rugata Casaliti». |

#### XVII secolo
| N. | Immagine                | Intitolazione                                 | Ordine / Confraternita                  | Fondazione | Demolizione | Descrizione | Descrizione |
| -- | ----------------------- | --------------------------------------------- | --------------------------------------- | ---------- | ----------- | --- | --- |
| 43 |                         | Chiesa di san Rocco                           | Confraternita dei santi Barnaba e Rocco | ~1630      | 1788        | Eretta durante le pestilenze del XVII secolo, la chiesa di san Rocco era ubicata ove si trova la chiesa della beata Maria Vergine Assunta, «prope episcopatum»; era anche chiamata la "chiesa dei Mandrini", che ne ebbero la custodia. Nel 1788 l'avvocato Francesco Saverio Agosti la riedificò integralmente dalle fondamenta e fu benedetta l'11 settembre 1790 con il nuovo titolo mariano. | Eretta durante le pestilenze del XVII secolo, la chiesa di san Rocco era ubicata ove si trova la chiesa della beata Maria Vergine Assunta, «prope episcopatum»; era anche chiamata la "chiesa dei Mandrini", che ne ebbero la custodia. Nel 1788 l'avvocato Francesco Saverio Agosti la riedificò integralmente dalle fondamenta e fu benedetta l'11 settembre 1790 con il nuovo titolo mariano. |
| 44 |                         | Chiesa dello Spirito Santo                    | Confraternita dello Spirito Santo       | 1633       | 1896        | La chiesa dello Spirito Santo è il risultato della fusione di due confraternite distinte, una di santa Maria Nova e l'altra di san Maurizio. La prima pietra venne posata il 1 maggio 1633 e l'unione delle due confraternite avvenne nel 1634. Probabilmente a causa di disaccordi riguardanti il titolo, si adottò quello dello Spirito Santo, a cui fu anche dedicata, appunto, la chiesa. Sebbene non venga indicata una localizzazione precisa, si menziona che la confraternita di san Maurizio fosse già vicina alla chiesa di san Francesco, suggerendo che la nuova chiesa potesse essere stata costruita in prossimità di quella zona. Il 29 maggio 1751 la confraternita ottenne lettere di aggregazione all'arciconfraternita e all'ospedale di Santo Spirito in Saxia a Roma. Nel 1756, restaurò, ampliò e abbellì la sua chiesa, che fu nuovamente benedetta il 6 maggio dell'anno seguente, 1757. Il sodalizio godeva della protezione della famiglia Ghilini. Successivamente si unì alla confraternita della santissima Trinità il cui atto di unione fu stipulato il 10 maggio 1791. Chiusa da tempo nel XIX secolo, e divenuta di proprietà privata, scomparve dal contesto urbano nel 1896. | vedi anche chiesa n. 51 |
| 44 | vedi anche chiesa n. 56 | Chiesa dello Spirito Santo                    | Confraternita dello Spirito Santo       | 1633       | 1896        | La chiesa dello Spirito Santo è il risultato della fusione di due confraternite distinte, una di santa Maria Nova e l'altra di san Maurizio. La prima pietra venne posata il 1 maggio 1633 e l'unione delle due confraternite avvenne nel 1634. Probabilmente a causa di disaccordi riguardanti il titolo, si adottò quello dello Spirito Santo, a cui fu anche dedicata, appunto, la chiesa. Sebbene non venga indicata una localizzazione precisa, si menziona che la confraternita di san Maurizio fosse già vicina alla chiesa di san Francesco, suggerendo che la nuova chiesa potesse essere stata costruita in prossimità di quella zona. Il 29 maggio 1751 la confraternita ottenne lettere di aggregazione all'arciconfraternita e all'ospedale di Santo Spirito in Saxia a Roma. Nel 1756, restaurò, ampliò e abbellì la sua chiesa, che fu nuovamente benedetta il 6 maggio dell'anno seguente, 1757. Il sodalizio godeva della protezione della famiglia Ghilini. Successivamente si unì alla confraternita della santissima Trinità il cui atto di unione fu stipulato il 10 maggio 1791. Chiusa da tempo nel XIX secolo, e divenuta di proprietà privata, scomparve dal contesto urbano nel 1896. | |
| 45 |                         | Chiesa e convento di sant'Anna e santa Teresa | OCD • OFM Cap                           | 1690       | 1951        | Il 20 agosto 1668, i Carmelitani Scalzi di Santa Teresa furono ufficialmente accolti ad Alessandria per iniziativa del vescovo Carlo Ciceri seguendo un breve di papa Clemente IX del 17 aprile dello stesso anno. La comunità eresse un oratorio provvisorio, inaugurato il 21 settembre 1668. Con il sostegno di Bartolomeo III Arese, presidente del Senato di Milano, e attraverso l'acquisizione di terreni da Giacomo Filippo Stortiglioni e altri proprietari, fu possibile identificare e preparare il sito per la costruzione del convento e della chiesa dei carmelitani scalzi, il cui inizio fu segnato dalla posa della prima pietra il 6 giugno 1690 da parte del vescovo Alberto Mugiasca. Nel 1801, l'edificio fu trasferito in proprietà statale, convertendo la chiesa in deposito e il convento in alloggiamento militare. Durante gli anni 1814-1815, la struttura fu utilizzata come caserma, inizialmente per le truppe austriache e successivamente per i soldati piemontesi e la brigata Pinerolo. Nel 1830, per iniziativa di Carlo Felice di Savoia, la chiesa fu nuovamente consacrata e affidata ai cappuccini, i quali la gestirono fino al 1880. In seguito, la chiesa fu dismessa e il convento adibito a manicomio. Nel 1951, l'intero complesso fu demolito per consentire l'espansione dell'ospedale psichiatrico adiacente. | Il 20 agosto 1668, i Carmelitani Scalzi di Santa Teresa furono ufficialmente accolti ad Alessandria per iniziativa del vescovo Carlo Ciceri seguendo un breve di papa Clemente IX del 17 aprile dello stesso anno. La comunità eresse un oratorio provvisorio, inaugurato il 21 settembre 1668. Con il sostegno di Bartolomeo III Arese, presidente del Senato di Milano, e attraverso l'acquisizione di terreni da Giacomo Filippo Stortiglioni e altri proprietari, fu possibile identificare e preparare il sito per la costruzione del convento e della chiesa dei carmelitani scalzi, il cui inizio fu segnato dalla posa della prima pietra il 6 giugno 1690 da parte del vescovo Alberto Mugiasca. Nel 1801, l'edificio fu trasferito in proprietà statale, convertendo la chiesa in deposito e il convento in alloggiamento militare. Durante gli anni 1814-1815, la struttura fu utilizzata come caserma, inizialmente per le truppe austriache e successivamente per i soldati piemontesi e la brigata Pinerolo. Nel 1830, per iniziativa di Carlo Felice di Savoia, la chiesa fu nuovamente consacrata e affidata ai cappuccini, i quali la gestirono fino al 1880. In seguito, la chiesa fu dismessa e il convento adibito a manicomio. Nel 1951, l'intero complesso fu demolito per consentire l'espansione dell'ospedale psichiatrico adiacente. |

#### XVIII secolo
| N. | Immagine                | Intitolazione                             | Ordine / Confraternita                 | Fondazione | Demolizione | Descrizione | Descrizione             |
| -- | ----------------------- | ----------------------------------------- | -------------------------------------- | ---------- | ----------- | --- | ----------------------- |
| 46 |                         | Chiesa e spedale della santissima Trinità | Confraternita della santissima Trinità | 1791       | 1933        | La confraternita, ancora nella chiesa in «rugata Villanovæ», gestiva un piccolo ospedale per i pellegrini, grazie ad una eredità riuscì a mantenere cinque letti per offrire ospitalità e supporto ai viandanti. Con il declino delle pellegrinazioni nel 1779 l'ospedale fu soppresso e unito al nuovo ospedale di san Giacomo d'Alto Passo, eretto dal vescovo De Rossi. Accanto a questo ospedale, fu costruita una nuova chiesa nel 1791. A causa dell'occupazione francese i lavori furono ripresi nel 1828 per essere infine aperta nel 1835. Nello stesso anno i confratelli per pagare i debiti della nuova chiesa vendettero la precedente all’orfanotrofio di santa Marta. L'edificio subì gravi danni a causa di un incendio il 30 aprile 1876 e fu definitivamente demolito nel 1933 per l'ampliamento della vicina casa di riposo "Soggiorno Borsalino". Successivamente, la Confraternita della santissima Trinità venne trasferita nella chiesa di santa Maria "Domus Magnæ". | vedi anche chiesa n. 37 |
| 46 | vedi anche chiesa n. 51 | Chiesa e spedale della santissima Trinità | Confraternita della santissima Trinità | 1791       | 1933        | La confraternita, ancora nella chiesa in «rugata Villanovæ», gestiva un piccolo ospedale per i pellegrini, grazie ad una eredità riuscì a mantenere cinque letti per offrire ospitalità e supporto ai viandanti. Con il declino delle pellegrinazioni nel 1779 l'ospedale fu soppresso e unito al nuovo ospedale di san Giacomo d'Alto Passo, eretto dal vescovo De Rossi. Accanto a questo ospedale, fu costruita una nuova chiesa nel 1791. A causa dell'occupazione francese i lavori furono ripresi nel 1828 per essere infine aperta nel 1835. Nello stesso anno i confratelli per pagare i debiti della nuova chiesa vendettero la precedente all’orfanotrofio di santa Marta. L'edificio subì gravi danni a causa di un incendio il 30 aprile 1876 e fu definitivamente demolito nel 1933 per l'ampliamento della vicina casa di riposo "Soggiorno Borsalino". Successivamente, la Confraternita della santissima Trinità venne trasferita nella chiesa di santa Maria "Domus Magnæ". |                         |

### Gamondio

#### XII secolo
| N. | Immagine | Intitolazione                   | Ordine / Confraternita | Fondazione | Demolizione | Descrizione |
| -- | -------- | ------------------------------- | ---------------------- | ---------- | ----------- | --- |
| 47 |          | Chiesa di santa Maria dell'Olmo | OSB • Orsoline         | ~1180      | 1889        | Inizialmente denominata santa Maria "de Campis", esisteva una chiesa con questo nome nella città di Gamondio. La corrispondente istituzione parrocchiale alessandrina fu successivamente fondata, in seguito al trasferimento di quella di Gamondio. Già priorato benedettino e dipendente dal monastero dei santi Vittore e Corona di Grazzano, ospitò dal 1728 al 1730 il capitolo della collegiata di san Pietro in Bergoglio in seguito alle demollizioni del quartiere. Nel 1807, la funzione parrocchiale venne interrotta. Dopo il ritorno delle orsoline nel 1820, iniziò la demolizione della chiesa nel 1845 e una nuova struttura fu costruita sulle stesse fondamenta. Nel 1867 il complesso fu ceduto al municipio che lo trasformò in un convitto femminile e nel 1889 la chiesa fu completamente demolita per consentire l'espansione verso la strada pubblica incorporando il campanile, unico elemento rimasto dell'originale complesso architettonico. |

#### XIII secolo
| N. | Immagine | Intitolazione                               | Ordine / Confraternita | Fondazione | Demolizione | Descrizione | Descrizione |
| -- | -------- | ------------------------------------------- | ---------------------- | ---------- | ----------- | --- | --- |
| 48 |          | Chiesa e monastero di santa Maria Maddalena | OSC                    | 1230       | 1830        | Il monastero fu eretto per iniziativa di Guglielmo da Rizolio, arcivescovo di Milano, il quale menziona l'evento nelle proprie lettere. Le cronache di Luca Wadding del 1237, attestano che prima di tale anno era stato fondato un monastero dell'ordine delle monache nella città di Alessandria. Un breve di papa Gregorio IX, datato 26 marzo 1235, concedeva indulgenze al monastero di «monialium inclusarum s. Mariæ Magdalenæ Alexandrinæ». Le epistole dell'arcivescovo Rizolio, datate 1 aprile 1237, sono indirizzate all'abbadessa e alle sorelle del monastero di santa Maria Maddalena di Alessandria, confermando il suo ruolo fondativo. Chiusa dalla fine del XVIII secolo venne utilizzata come magazzino militare. Intorno al 1830 venne acquistata da privati, fu demolita ed il sedime adibito ad uso civile. | Il monastero fu eretto per iniziativa di Guglielmo da Rizolio, arcivescovo di Milano, il quale menziona l'evento nelle proprie lettere. Le cronache di Luca Wadding del 1237, attestano che prima di tale anno era stato fondato un monastero dell'ordine delle monache nella città di Alessandria. Un breve di papa Gregorio IX, datato 26 marzo 1235, concedeva indulgenze al monastero di «monialium inclusarum s. Mariæ Magdalenæ Alexandrinæ». Le epistole dell'arcivescovo Rizolio, datate 1 aprile 1237, sono indirizzate all'abbadessa e alle sorelle del monastero di santa Maria Maddalena di Alessandria, confermando il suo ruolo fondativo. Chiusa dalla fine del XVIII secolo venne utilizzata come magazzino militare. Intorno al 1830 venne acquistata da privati, fu demolita ed il sedime adibito ad uso civile. |
| 49 |          | Chiesa e convento di san Marco              | OP                     | 1234       | 1807        | La fondazione della chiesa e del convento di san Marco, documentata per la prima volta nel 1234, rimane però avvolta nell'incertezza, nonostante le menzioni in diverse memorie manoscritte. Inizialmente sotto l'egida dei canonici regolari di san Marco di Mantova, la struttura passò ai domenicani, sebbene la data esatta di questa transizione non sia registrata. Sulle macerie della chiesa di san Marco venne eretta la nuova cattedrale nel XIX secolo, in seguito alla demolizione della cattedrale antica nel 1803, su ordine di Napoleone Bonaparte. | La fondazione della chiesa e del convento di san Marco, documentata per la prima volta nel 1234, rimane però avvolta nell'incertezza, nonostante le menzioni in diverse memorie manoscritte. Inizialmente sotto l'egida dei canonici regolari di san Marco di Mantova, la struttura passò ai domenicani, sebbene la data esatta di questa transizione non sia registrata. Sulle macerie della chiesa di san Marco venne eretta la nuova cattedrale nel XIX secolo, in seguito alla demolizione della cattedrale antica nel 1803, su ordine di Napoleone Bonaparte. |
| 50 |          | Chiesa della Rotonda                        | -                      | 1253       | 1579        | Edificata dal marchese Giovanni del Carretto «in quella parte d'Alessandria che guarda verso mezzogiorno vicino alla muraglia di questa città». Verrà abbattuta nella seconda metà del XVI secolo e il suo materiale sarà utilizzato per la costruzione, nel 1579, della chiesa della santissima Annunziata e gestita da una confraternita. | vedi anche chiesa n. 32 |

#### XIV secolo
| N. | Immagine                | Intitolazione                          | Ordine / Confraternita        | Fondazione       | Demolizione       | Descrizione | Descrizione |
| -- | ----------------------- | -------------------------------------- | ----------------------------- | ---------------- | ----------------- | --- | --- |
| 51 |                         | Chiesa di san Maurizio                 | Confraternita di san Maurizio | ante 1300        | 1634              | Di proporzioni modeste, sorgeva nella contrada anticamente nota come "Villanova" e successivamente denominata via Faà di Bruno, nel quartiere Gamondio. Era già documentata nel 1300, quando un atto comunale del 23 luglio, menzionava una strada pubblica che conduceva alla «ecclesiam sancti Mauritii». La chiesa era associata a una confraternita coeva ed intitolata all'omonimo santo. Il primo documento esplicito sulla confraternita risale al testamento di Andreoto Sacchi del 1522, che destinava due scudi alla «societati verberatorum S. Mauritii». La confraternita appare anche in un elenco del 1529 con il titolo di «S. Morizius». Nei primi decenni del XVII secolo, essa si unì alla confraternita di santa Maria Nuova, assumendo un titolo terzo dedicato allo Spirito Santo. Nel 1634, quest’ultima edificò una nuova chiesa all’angolo nelle contrade identificabili come via Plana e via Mazzini. Esistette una statua di san Maurizio, un tempo conservata nella prima chiesa, descritta nel 1760 durante la visita del vescovo di Alessandria De Rossi: «Statua di S. Maurizio a cavallo con guernizione di seta rossa, e scettro di rame argentato col suo stendardo pure di seta rossa». Dopo la fusione della confraternita dello Spirito Santo con quella della santissima Trinità nel 1791, questa statua fu trasferita nella chiesa di quest’ultima. | vedi anche chiesa n. 44 |
| 51 | vedi anche chiesa n. 46 | Chiesa di san Maurizio                 | Confraternita di san Maurizio | ante 1300        | 1634              | Di proporzioni modeste, sorgeva nella contrada anticamente nota come "Villanova" e successivamente denominata via Faà di Bruno, nel quartiere Gamondio. Era già documentata nel 1300, quando un atto comunale del 23 luglio, menzionava una strada pubblica che conduceva alla «ecclesiam sancti Mauritii». La chiesa era associata a una confraternita coeva ed intitolata all'omonimo santo. Il primo documento esplicito sulla confraternita risale al testamento di Andreoto Sacchi del 1522, che destinava due scudi alla «societati verberatorum S. Mauritii». La confraternita appare anche in un elenco del 1529 con il titolo di «S. Morizius». Nei primi decenni del XVII secolo, essa si unì alla confraternita di santa Maria Nuova, assumendo un titolo terzo dedicato allo Spirito Santo. Nel 1634, quest’ultima edificò una nuova chiesa all’angolo nelle contrade identificabili come via Plana e via Mazzini. Esistette una statua di san Maurizio, un tempo conservata nella prima chiesa, descritta nel 1760 durante la visita del vescovo di Alessandria De Rossi: «Statua di S. Maurizio a cavallo con guernizione di seta rossa, e scettro di rame argentato col suo stendardo pure di seta rossa». Dopo la fusione della confraternita dello Spirito Santo con quella della santissima Trinità nel 1791, questa statua fu trasferita nella chiesa di quest’ultima. | |
| 51 | vedi anche chiesa n. 56 | Chiesa di san Maurizio                 | Confraternita di san Maurizio | ante 1300        | 1634              | Di proporzioni modeste, sorgeva nella contrada anticamente nota come "Villanova" e successivamente denominata via Faà di Bruno, nel quartiere Gamondio. Era già documentata nel 1300, quando un atto comunale del 23 luglio, menzionava una strada pubblica che conduceva alla «ecclesiam sancti Mauritii». La chiesa era associata a una confraternita coeva ed intitolata all'omonimo santo. Il primo documento esplicito sulla confraternita risale al testamento di Andreoto Sacchi del 1522, che destinava due scudi alla «societati verberatorum S. Mauritii». La confraternita appare anche in un elenco del 1529 con il titolo di «S. Morizius». Nei primi decenni del XVII secolo, essa si unì alla confraternita di santa Maria Nuova, assumendo un titolo terzo dedicato allo Spirito Santo. Nel 1634, quest’ultima edificò una nuova chiesa all’angolo nelle contrade identificabili come via Plana e via Mazzini. Esistette una statua di san Maurizio, un tempo conservata nella prima chiesa, descritta nel 1760 durante la visita del vescovo di Alessandria De Rossi: «Statua di S. Maurizio a cavallo con guernizione di seta rossa, e scettro di rame argentato col suo stendardo pure di seta rossa». Dopo la fusione della confraternita dello Spirito Santo con quella della santissima Trinità nel 1791, questa statua fu trasferita nella chiesa di quest’ultima. | |
| 52 |                         | Chiesa di san Giacomo degli Spandonari | OSB                           | inizi XIV secolo | inizi XVII secolo | Come per altre chiese, anche in questo caso, ne esistette una con lo stesso nome nella città di Gamondio. A Gamondio era un priorato dell'benedettino dipendente dal monastero di san Gaudenzio di Santo Stefano Belbo, come da breve di papa Adriano IV del 9 aprile 1157. In un atto di gennaio del 1355, quando si nomina il priore, viene chiamata «ecclesia s. Jacobi de Gamundio de Alexandria» a riprova del fatto che fosse avvenuta la traslazione nella città di Alessandria. Anche denominata «ecclesia s. Jacobi de Villanova de Spandonariis» ove si descrive la contrada in cui è situata, "Villanova", e la famiglia di cui era parrocchia, "Spandonariis". Il vescovo Giorgio Odescalchi nel 1603, dopo aver restaurato la chiesa e la casa, vi trasferì le orfane di santa Marta il 24 agosto. Sebbene abbia mantenuto per qualche tempo il suo titolo originario, dove si dice anche che furono visitati i locali del monastero, chiamando così l'orfanotrofio, in seguito cominciò ad essere chiamata anche di santa Marta, con lo stesso titolo dell'orfanotrofio, per poi venir comunemente chiamata solo con il titolo di santa Marta. Nel primo ventennio del XVIII secolo la chiesa versava in condizioni di degrado e fu, così, costruita una nuova chiesa sullo stesso sedime dedicata a santa Marta. | vedi anche chiesa n. 62 |
| 53 |                         | Chiesa e spedale di san Cristoforo     | OSA                           | ante 1350        | ?                 | Fuori della porta Genovese di Alessandria si trovava una chiesa e un ospedale, registrati nei cataloghi delle chiese del 1350 sotto il quartiere di Gamondio con l'espressione: «Ecclesia S. Christophori de porta Januæ» o «Januensi». Papa Martino V, con le sue bolle del 17 maggio 1427, lo aveva unito al convento degli agostiniani di san Giacomo della Vittoria. Il vescovo Cattaneo rivendicò il controllo dell'ospedale contro gli agostiniani, basandosi su un breve di papa Callisto II del 1457. La questione venne discussa davanti al vescovo di Spoleto, e si decise di risolverla tramite un arbitro, che stabilì che l'ospedale sarebbe stato diviso equamente tra il vescovo di Alessandria e il priore di san Giacomo. Papa Pio II approvò tale decisione, incaricando il vescovo di Orvieto di confermarla, il che avvenne nel 1459 a Mantova. Da questo ospedale, pertanto, devono essere derivati alla mensa vescovile in buona parte quei fondi che essa possiede fuori della porta Genovese, nella regione denominata appunto san Cristoforo, come risulta dai registri delle misurazioni del territorio, soprattutto per quanto riguarda quelle porzioni di terreno adiacenti ad altre godute dal convento di san Giacomo. | Fuori della porta Genovese di Alessandria si trovava una chiesa e un ospedale, registrati nei cataloghi delle chiese del 1350 sotto il quartiere di Gamondio con l'espressione: «Ecclesia S. Christophori de porta Januæ» o «Januensi». Papa Martino V, con le sue bolle del 17 maggio 1427, lo aveva unito al convento degli agostiniani di san Giacomo della Vittoria. Il vescovo Cattaneo rivendicò il controllo dell'ospedale contro gli agostiniani, basandosi su un breve di papa Callisto II del 1457. La questione venne discussa davanti al vescovo di Spoleto, e si decise di risolverla tramite un arbitro, che stabilì che l'ospedale sarebbe stato diviso equamente tra il vescovo di Alessandria e il priore di san Giacomo. Papa Pio II approvò tale decisione, incaricando il vescovo di Orvieto di confermarla, il che avvenne nel 1459 a Mantova. Da questo ospedale, pertanto, devono essere derivati alla mensa vescovile in buona parte quei fondi che essa possiede fuori della porta Genovese, nella regione denominata appunto san Cristoforo, come risulta dai registri delle misurazioni del territorio, soprattutto per quanto riguarda quelle porzioni di terreno adiacenti ad altre godute dal convento di san Giacomo. |
| 54 |                         | Chiesa e monastero di santa Margherita | OP                            | ante 1350        | 1826              | Documentata per la prima volta nella seconda metà del Trecento, ha subito varie vicissitudini e trasformazioni nel corso dei secoli. Nonostante la documentazione frammentaria e le incertezze sulla sua fondazione, le prime attestazioni documentali risalgono al 1350 e al 1355. Presumibilmente fu fondata agli inizi del XIV secolo, nel quartiere di Marengo. Originariamente noto anche come "di san Tommaso", come rilevato in documenti del 1414 e del 1487, nel 1386, una bolla di papa Urbano VI lo riconobbe come appartenente all'ordine di Sant'Agostino, sebbene fosse gestito dalle monache domenicane. Dispute ecclesiastiche, soprattutto riguardanti i diritti di visita e correzione, caratterizzarono la sua storia, culminando in una decisione pontificia che confermò la sua subordinazione all'ordine domenicano. Un censimento del 1487 e una visita del 1594 confermarono la presenza di una comunità monastica costante, che persisteva ancora nel 1778. L'ampia abside semicircolare si affacciava sulla contrada successivamente denominata via Tripoli, e uno dei lati prolungato lungo quella identificabile come via Pontida. Si trattava di una basilica con tre navate, separate da due coppie di pilastri. Nel 1802 l'edificio venne soppresso, e il complesso monastico fu mantenuto come proprietà dello Stato fino al 1817, anno in cui fu trasferito al Comune. Nel 1822 gli spazi vennero destinati a usi scolastici; gli interventi di adattamento cominciarono nel 1825 e, nel 1826, l'ex chiesa venne riconvertita in aula riunioni, probabilmente con la creazione di un secondo livello interno. I lavori terminarono definitivamente nel 1827. | Documentata per la prima volta nella seconda metà del Trecento, ha subito varie vicissitudini e trasformazioni nel corso dei secoli. Nonostante la documentazione frammentaria e le incertezze sulla sua fondazione, le prime attestazioni documentali risalgono al 1350 e al 1355. Presumibilmente fu fondata agli inizi del XIV secolo, nel quartiere di Marengo. Originariamente noto anche come "di san Tommaso", come rilevato in documenti del 1414 e del 1487, nel 1386, una bolla di papa Urbano VI lo riconobbe come appartenente all'ordine di Sant'Agostino, sebbene fosse gestito dalle monache domenicane. Dispute ecclesiastiche, soprattutto riguardanti i diritti di visita e correzione, caratterizzarono la sua storia, culminando in una decisione pontificia che confermò la sua subordinazione all'ordine domenicano. Un censimento del 1487 e una visita del 1594 confermarono la presenza di una comunità monastica costante, che persisteva ancora nel 1778. L'ampia abside semicircolare si affacciava sulla contrada successivamente denominata via Tripoli, e uno dei lati prolungato lungo quella identificabile come via Pontida. Si trattava di una basilica con tre navate, separate da due coppie di pilastri. Nel 1802 l'edificio venne soppresso, e il complesso monastico fu mantenuto come proprietà dello Stato fino al 1817, anno in cui fu trasferito al Comune. Nel 1822 gli spazi vennero destinati a usi scolastici; gli interventi di adattamento cominciarono nel 1825 e, nel 1826, l'ex chiesa venne riconvertita in aula riunioni, probabilmente con la creazione di un secondo livello interno. I lavori terminarono definitivamente nel 1827. |
| 55 |                         | Chiesa e spedale di san Bartolomeo     | -                             | 1389             | 1830              | Fiorino Merlani fondò nel 1389 questo ospedale con quattordici letti «pro pauperibus personis infirmis, & peregrinis hospitandis», e ne riservò il patronato alla famiglia Castellani de Merlani. Nel 1565, come si evince dagli atti della visita di quell'anno, non aveva più di otto letti, e questi, insieme al resto, erano «male apta ad usum ipsum, adeoque male in eis hospitatur», e vi erano ospitate solo donne. Lo stesso avveniva nel 1594 e, successivamente, i letti furono ridotti a quattro, e questi destinati esclusivamente all'uso dei pellegrini, come si deduce chiaramente dalle visite del 1698 e del 1709. Nel 1773, per ordine sovrano, l'ospitalità in esso venne sospesa. La chiesa, in affaccio sulla contrada successivamente denominata via Parma, ospitò nel 1807 la confraternita Domus Magnæ, successivamente fu venduta a privati e chiusa definitivamente nel 1830. L'edificio non è più leggibile nel costruito urbano.. | Fiorino Merlani fondò nel 1389 questo ospedale con quattordici letti «pro pauperibus personis infirmis, & peregrinis hospitandis», e ne riservò il patronato alla famiglia Castellani de Merlani. Nel 1565, come si evince dagli atti della visita di quell'anno, non aveva più di otto letti, e questi, insieme al resto, erano «male apta ad usum ipsum, adeoque male in eis hospitatur», e vi erano ospitate solo donne. Lo stesso avveniva nel 1594 e, successivamente, i letti furono ridotti a quattro, e questi destinati esclusivamente all'uso dei pellegrini, come si deduce chiaramente dalle visite del 1698 e del 1709. Nel 1773, per ordine sovrano, l'ospitalità in esso venne sospesa. La chiesa, in affaccio sulla contrada successivamente denominata via Parma, ospitò nel 1807 la confraternita Domus Magnæ, successivamente fu venduta a privati e chiusa definitivamente nel 1830. L'edificio non è più leggibile nel costruito urbano.. |

#### XV secolo
| N. | Immagine                | Intitolazione                      | Ordine / Confraternita                    | Fondazione | Demolizione | Descrizione | Descrizione |
| -- | ----------------------- | ---------------------------------- | ----------------------------------------- | ---------- | ----------- | --- | --- |
| 56 |                         | Chiesa di santa Maria Nuova        | Confraternita di santa Maria Nuova        | ante 1436  | 1634        | Si trovava nel quartiere di Marengo, nella contrada di san Martino, come attestato da un mandato di procura dei disciplinati della confraternita del 1563. Sempre nel quartiere di Marengo si trovava la confraternita della santissima Annunziata, la cui denominazione liturgica lascia supporre che fosse più antica rispetto a santa Maria Nova. Quest’ultima non deve essere confusa con l’altra confraternita omonima, «sanctæ Mariæ Novæ sive sancti Simonis», situata nel quartiere di Rovereto. Già nel 1436, per distinguere le due realtà, il titolo di santa Maria Nova di Rovereto venne integrato con l’indicazione «prope domum appellatam aquæ longhæ», come si legge in un documento del 20 maggio 1436 relativo al censo pagato al capitolo della Cattedrale. Nel 1633, in occasione di una visita pastorale, risultava ridotta a soli dieci confratelli. Per tale motivo fu soppressa e ne venne ordinata la profanazione della chiesa. Successivamente, l’edificio fu venduto per duecento ducatoni, e il sodalizio rimasto si unì alla confraternita di san Maurizio.                                                                                                   | vedi anche chiesa n. 51 |
| 56 | vedi anche chiesa n. 73 | Chiesa di santa Maria Nuova        | Confraternita di santa Maria Nuova        | ante 1436  | 1634        | Si trovava nel quartiere di Marengo, nella contrada di san Martino, come attestato da un mandato di procura dei disciplinati della confraternita del 1563. Sempre nel quartiere di Marengo si trovava la confraternita della santissima Annunziata, la cui denominazione liturgica lascia supporre che fosse più antica rispetto a santa Maria Nova. Quest’ultima non deve essere confusa con l’altra confraternita omonima, «sanctæ Mariæ Novæ sive sancti Simonis», situata nel quartiere di Rovereto. Già nel 1436, per distinguere le due realtà, il titolo di santa Maria Nova di Rovereto venne integrato con l’indicazione «prope domum appellatam aquæ longhæ», come si legge in un documento del 20 maggio 1436 relativo al censo pagato al capitolo della Cattedrale. Nel 1633, in occasione di una visita pastorale, risultava ridotta a soli dieci confratelli. Per tale motivo fu soppressa e ne venne ordinata la profanazione della chiesa. Successivamente, l’edificio fu venduto per duecento ducatoni, e il sodalizio rimasto si unì alla confraternita di san Maurizio.                                                                                                   | |
| 57 |                         | Chiesa della santissima Annunziata | Confraternita della santissima Annunziata | ante 1457  | 1609        | Era situata nella parte est della città, nel quartiere Marengo in rugata san Martino, e risale almeno al XV secolo. È richiamata per la prima volta nel 1457, nel testamento di un certo Manfredo Gandini; altre fonti storiche includono un atto del 1462 e un documento del 1507 che ne testimoniano la presenza. Sebbene non menzionata in una visita del 1594, la sua esistenza è confermata dal suo ruolo nelle celebrazioni delle quarantore del 1555. Nel 1588, la confraternita venne aggregata all'arciconfraternita di santa Maria dell'Orto di Roma. L'edificio versava in condizioni di degrado e, nel 1609, furono vendute le proprietà con la chiesa annessa per costruirne una nuova nel quartiere di Rovereto nella contrada identificabile come via Vochieri. | vedi anche chiesa n. 33 |
| 58 |                         | Chiesa di san Barnaba              | Confraternita di san Barnaba              | 1462       | ante 1642   | Documentata a partire dal 1462, citata come «domus et ecclesia verberatorum san Barnabæ», sorgeva nella contrada Villanova del quartiere di Gamondio sotto la parrocchia di santa Maria dell'Olmo, in prossimità delle fortificazioni. L'edificio, di modeste dimensioni, era conosciuto nel XVI secolo come "san Bernabello" e presentava decorazioni murali raffiguranti episodi della vita del santo. Era sede della confraternita di san Barnaba, attiva in città dal 1436. Nel XVII secolo, la confraternita venne aggregata all'arciconfraternita dell’Orazione e della Morte di Roma, assumendo nuovi compiti, tra cui la sepoltura dei poveri, e adottando l’effigie della morte sull’abito confraternale. Non si conosce con certezza il destino della chiesa, se sia stata demolita, abbandonata o riutilizzata per altri scopi. La sua posizione, prossima alle fortificazioni, potrebbe aver influito sulla sua scomparsa, forse a causa di lavori militari o trasformazioni urbane. Dopo la costruzione della chiesa di san Rocco tra il 1631 e il 1636, la confraternita di san Barnaba si unì a quella di San Rocco nel 1642, e il titolo della chiesa non fu più menzionato. | Documentata a partire dal 1462, citata come «domus et ecclesia verberatorum san Barnabæ», sorgeva nella contrada Villanova del quartiere di Gamondio sotto la parrocchia di santa Maria dell'Olmo, in prossimità delle fortificazioni. L'edificio, di modeste dimensioni, era conosciuto nel XVI secolo come "san Bernabello" e presentava decorazioni murali raffiguranti episodi della vita del santo. Era sede della confraternita di san Barnaba, attiva in città dal 1436. Nel XVII secolo, la confraternita venne aggregata all'arciconfraternita dell’Orazione e della Morte di Roma, assumendo nuovi compiti, tra cui la sepoltura dei poveri, e adottando l’effigie della morte sull’abito confraternale. Non si conosce con certezza il destino della chiesa, se sia stata demolita, abbandonata o riutilizzata per altri scopi. La sua posizione, prossima alle fortificazioni, potrebbe aver influito sulla sua scomparsa, forse a causa di lavori militari o trasformazioni urbane. Dopo la costruzione della chiesa di san Rocco tra il 1631 e il 1636, la confraternita di san Barnaba si unì a quella di San Rocco nel 1642, e il titolo della chiesa non fu più menzionato. |
| 59 |                         | Chiesa della santissima Trinità    | Confraternita della santissima Trinità    | ante 1462  | 1846        | La prima menzione risale al 1462 come «confraternita s. Trinitatis». Era situata nell'area nota come «domibus ecclesiæ s. Jacobi de Spandonariis», vicino allo spedale delle orfane di santa Marta in «rugata Villanovæ». Nel 1548, fu tra le prime confraternite ad aggregarsi all'arciconfraternita della santissima Trinità del Sussidio, fondata a Roma da san Filippo Neri. Dall'inizio del XVII secolo, la confraternita gestiva un piccolo ospedale per i pellegrini, grazie ad una eredità riuscì a mantenere cinque letti per offrire ospitalità e supporto ai viandanti. Con il declino delle pellegrinazioni nel 1779 l'ospedale fu soppresso e unito all'ospedale di san Giacomo d'Altopasso, rinnovato e convertito in "spedale dei pazzerelli" dal vescovo De Rossi. Nel 1835 i confratelli per pagare i debiti di un nuovo edificio di culto eretto nel quartiere di Marengo accanto all'ospedale di san Giacomo menzionato, vendettero la chiesa in «rugata Villanovæ» all’orfanotrofio di santa Marta, che l’incorporò colla sua fabbrica e, nel 1846, vi impiantò una manifattura di basini. La confraternita si spostò nella nuova chiesa.                                | vedi anche chiesa n. 46 |
| 59 | vedi anche chiesa n. 62 | Chiesa della santissima Trinità    | Confraternita della santissima Trinità    | ante 1462  | 1846        | La prima menzione risale al 1462 come «confraternita s. Trinitatis». Era situata nell'area nota come «domibus ecclesiæ s. Jacobi de Spandonariis», vicino allo spedale delle orfane di santa Marta in «rugata Villanovæ». Nel 1548, fu tra le prime confraternite ad aggregarsi all'arciconfraternita della santissima Trinità del Sussidio, fondata a Roma da san Filippo Neri. Dall'inizio del XVII secolo, la confraternita gestiva un piccolo ospedale per i pellegrini, grazie ad una eredità riuscì a mantenere cinque letti per offrire ospitalità e supporto ai viandanti. Con il declino delle pellegrinazioni nel 1779 l'ospedale fu soppresso e unito all'ospedale di san Giacomo d'Altopasso, rinnovato e convertito in "spedale dei pazzerelli" dal vescovo De Rossi. Nel 1835 i confratelli per pagare i debiti di un nuovo edificio di culto eretto nel quartiere di Marengo accanto all'ospedale di san Giacomo menzionato, vendettero la chiesa in «rugata Villanovæ» all’orfanotrofio di santa Marta, che l’incorporò colla sua fabbrica e, nel 1846, vi impiantò una manifattura di basini. La confraternita si spostò nella nuova chiesa.                                | |
| 60 |                         | Chiesa di san Martino de Glareis   | -                                         | ante 1497  | ?           | Oltre la chiesa e convento di san Martino appartenenti agli agostiniani nel quartiere di Gamondio, esisteva un'altra chiesa con lo stesso titolo situata nel quartiere di Marengo. Tale riferimento si trova nel libro VII degli Statuti, nello statuto «de via facienda», in cui si menziona «usque ad s. Martinum», con particolare attenzione al quartiere di Marengo. Più chiaramente, nello statuto riguardante «De stratis euntibus ad portam Marenghi», si fa riferimento alla contrada di san Martino: «de strata sancti Martini», che probabilmente prendeva il nome da questa chiesa. Inoltre, da un documento del 12 agosto 1497, si ricava che tale contrada era effettivamente situata nei pressi del monastero di santa Margherita, in questo quartiere: «In rugata sancti Martini quarterii Marenghi». Ulteriori conferme si trovano in un altro documento del 4 gennaio 1590, redatto nella parrocchia di santa Maria dell'Olmo, che menziona la «contrata sancti Martini delle Gere», e in un altro atto del 4 gennaio 1592: «Contrata sancti Martini de Glareis». | Oltre la chiesa e convento di san Martino appartenenti agli agostiniani nel quartiere di Gamondio, esisteva un'altra chiesa con lo stesso titolo situata nel quartiere di Marengo. Tale riferimento si trova nel libro VII degli Statuti, nello statuto «de via facienda», in cui si menziona «usque ad s. Martinum», con particolare attenzione al quartiere di Marengo. Più chiaramente, nello statuto riguardante «De stratis euntibus ad portam Marenghi», si fa riferimento alla contrada di san Martino: «de strata sancti Martini», che probabilmente prendeva il nome da questa chiesa. Inoltre, da un documento del 12 agosto 1497, si ricava che tale contrada era effettivamente situata nei pressi del monastero di santa Margherita, in questo quartiere: «In rugata sancti Martini quarterii Marenghi». Ulteriori conferme si trovano in un altro documento del 4 gennaio 1590, redatto nella parrocchia di santa Maria dell'Olmo, che menziona la «contrata sancti Martini delle Gere», e in un altro atto del 4 gennaio 1592: «Contrata sancti Martini de Glareis». |

#### XVI secolo
| N. | Immagine                | Intitolazione                        | Ordine / Confraternita | Fondazione | Demolizione | Descrizione | Descrizione |
| -- | ----------------------- | ------------------------------------ | ---------------------- | ---------- | ----------- | --- | --- |
| 61 |                         | Chiesa di santa Maria Parvæ          | -                      | ante 1520  | ?           | Della chiesa di «s. Mariæ Parvæ» non sappiamo altro se non il nome, conservato nei cataloghi. L'ultimo di questi specifica che fosse sotto la responsabilità dell'arcidiacono, il che fa supporre che appartenesse al capitolo della cattedrale o all'arcidiacono stesso. Si potrebbe ipotizzare che in questa chiesa sia stata poi eretta la confraternita di santa Maria Nova, la quale, unita a quella di san Maurizio, formò la confraternita dello Spirito Santo. Tuttavia, non abbiamo prove concrete a sostegno di questa ipotesi, se non il fatto che entrambe le chiese si trovassero nel quartiere di Gamondio. Inoltre, una chiesa denominata «s. Mariæ Parvulæ extra muros civitatis» è menzionata nell'atto di erezione della collegiata di san Pietro a Bergoglio nel 1520, da cui fu creata la prepositura, in seguito soppressa. Potrebbe quindi trattarsi della stessa chiesa, e non essere legata al capitolo né aver ospitato la confraternita. | Della chiesa di «s. Mariæ Parvæ» non sappiamo altro se non il nome, conservato nei cataloghi. L'ultimo di questi specifica che fosse sotto la responsabilità dell'arcidiacono, il che fa supporre che appartenesse al capitolo della cattedrale o all'arcidiacono stesso. Si potrebbe ipotizzare che in questa chiesa sia stata poi eretta la confraternita di santa Maria Nova, la quale, unita a quella di san Maurizio, formò la confraternita dello Spirito Santo. Tuttavia, non abbiamo prove concrete a sostegno di questa ipotesi, se non il fatto che entrambe le chiese si trovassero nel quartiere di Gamondio. Inoltre, una chiesa denominata «s. Mariæ Parvulæ extra muros civitatis» è menzionata nell'atto di erezione della collegiata di san Pietro a Bergoglio nel 1520, da cui fu creata la prepositura, in seguito soppressa. Potrebbe quindi trattarsi della stessa chiesa, e non essere legata al capitolo né aver ospitato la confraternita. |
| 62 |                         | Chiesa e orfanotrofio di santa Marta | -                      | 1579       | 1889        | Il vescovo di Alessandria, Guarnero Trotti, eresse in questa chiesa un pio luogo per il ricovero e l'educazione delle povere orfane. Da alcune memorie si ricava che fu fondato il 2 agosto 1579, inizialmente per le convertite e poi per le sole vergini ed orfane. La chiesa aveva alcune entrate, ma per il mantenimento di queste e delle maestre si provvedeva con le elemosine dei fedeli, sotto la gestione della congregazione chiamata di santa Marta, esistente ancora nel XVIII secolo, che è la stessa dello spedale dei santi Antonio e Biagio. Nel 1589 il capitolo della Cattedrale cedette all'orfanotrofio la chiesa e le case annesse dei santi Giacomo e Filippo degli Spandonari di cui presero possesso solo nel 1603, quando il vescovo Giorgio Odescalchi ivi lo trasferì fisicamente. Nel XVII secolo le strutture versavano in condizioni degradate per cui fu edificata una nuova chiesa, sullo stesso sedime della precedente, dedicata a santa Marta. Probabilmente l'edificio era ad aula unica coperta da una volta. Nel 1889 la chiesa venne acquistata dal Comune che la trasformò in scuola elementare. | vedi anche chiesa n. 52 |
| 62 | vedi anche chiesa n. 59 | Chiesa e orfanotrofio di santa Marta | -                      | 1579       | 1889        | Il vescovo di Alessandria, Guarnero Trotti, eresse in questa chiesa un pio luogo per il ricovero e l'educazione delle povere orfane. Da alcune memorie si ricava che fu fondato il 2 agosto 1579, inizialmente per le convertite e poi per le sole vergini ed orfane. La chiesa aveva alcune entrate, ma per il mantenimento di queste e delle maestre si provvedeva con le elemosine dei fedeli, sotto la gestione della congregazione chiamata di santa Marta, esistente ancora nel XVIII secolo, che è la stessa dello spedale dei santi Antonio e Biagio. Nel 1589 il capitolo della Cattedrale cedette all'orfanotrofio la chiesa e le case annesse dei santi Giacomo e Filippo degli Spandonari di cui presero possesso solo nel 1603, quando il vescovo Giorgio Odescalchi ivi lo trasferì fisicamente. Nel XVII secolo le strutture versavano in condizioni degradate per cui fu edificata una nuova chiesa, sullo stesso sedime della precedente, dedicata a santa Marta. Probabilmente l'edificio era ad aula unica coperta da una volta. Nel 1889 la chiesa venne acquistata dal Comune che la trasformò in scuola elementare. | |

### Bergoglio (ex Gamondio/Rovereto)
Con "quartiere di Bergoglio", si intende quella parte della città di Alessandria che ricevette tale denominazione a seguito della demolizione del borgo, avvenuta tra il 1728 e gli inizi del XIX secolo. In precedenza, gran parte dell'area era facente parte del quartiere "Gamondio", mentre la restante porzione era inclusa in quello di "Rovereto". Nonostante il cambiamento di nome, nelle fonti documentali si trova, ancora nel XIX secolo inoltrato, l'uso della denominazione "Gamondio" o "Rovereto", a testimonianza della persistenza del toponimo, nonostante la zona fosse già identificata come "Bergoglio".

#### XII secolo
| N. | Immagine | Intitolazione                      | Ordine / Confraternita | Fondazione | Demolizione | Descrizione |
| -- | -------- | ---------------------------------- | ---------------------- | ---------- | ----------- | --- |
| 63 |          | Chiesa e convento di sant'Andrea   | OSST                   | ~1169      | 1871        | Secondo una disposizione testamentaria sembra essere stata fondata subito dopo la nascita della città, nel 1169 circa. Originariamente associata alla parrocchia di Gamondio, fu oggetto di una fusione amministrativa nel 1470 sotto l'autorità di papa Paolo II. Titoli, diritti di patronato e le responsabilità amministrative passarono da Gamondio ad Alessandria, sebbene i due edifici religiosi fossero distinti e situati in differenti contesti geografici - uno nel quartiere di Gamondio in Alessandria, l'altro a Castellazzo. I Trinitari scalzi presero possesso della chiesa dopo essere stati inizialmente ospitati in una chiesa fuori dalla porta di Marengo sotto il titolo di santa Maria di Betlemme..                                                                    |
| 64 |          | Chiesa e convento di san Martino   | OSA                    | ~1180      | 1838        | Venne edificata nella seconda metà del XII secolo, fungendo da successore spirituale e amministrativo dell'antica chiesa omonima situata in Gamondo. Con la fondazione di Alessandria, il preposto e i canonici si trasferirono nella nuova chiesa, portando con sé i titoli e i patronati precedentemente stabiliti. Questo trasferimento fu formalmente riconosciuto attraverso i brevi papali di Alessandro III nel 1181 e di Innocenzo III nel 1209. La presenza degli agostiniani inizia formalmente nel 1264, quando papa Urbano IV concesse loro la chiesa. La struttura formale ricalca la tradizione medievale degli ordini mendicanti, è allungato suddiviso in tre navate con cinque campate. La chiesa fu demolita, tra il 1835 e il 1838, per la costruzione del foro boario.       |
| 65 |          | Chiesa e convento di san Baudolino | Umiliati • OP          | 1189       | 1803        | Fondata nel 1189, originariamente dedicata a santa Maria del Foro, chiesa esistente a Foro, appunto, ha subito un'integrazione nominale e funzionale con san Baudolino nel corso del XIII secolo. Il trasferimento delle reliquie del santo nel 1180, sotto il pontificato di Alessandro III, segnala l'inizio di una venerazione che ha portato alla graduale ridefinizione identitaria dell'edificio. Con l'affidamento agli umiliati, la chiesa è divenuta un nucleo vitale per la comunità. Nel 1567, con la soppressione degli umiliati, viene incorporata nella chiesa di santa Croce e tutti i Santi di Bosco. La chiesa passò in seguito sotto il controllo dei frati domenicani nel 1571. Fu demolita nel 1803 per lasciare spazio ai nuovi progetti delle fortificazioni napoleoniche. |

#### XIII secolo
| N. | Immagine | Intitolazione                        | Ordine / Confraternita                | Fondazione | Demolizione | Descrizione | Descrizione |
| -- | -------- | ------------------------------------ | ------------------------------------- | ---------- | ----------- | --- | --- |
| 66 |          | Chiesa e monastero di san Sebastiano | O Cist                                | ante 1251  | 1842        | Originariamente dedicata a santa Maria e situata a Pozzolo Formigaro, è documentata fin dalla metà del XIII secolo, con riferimenti specifici in un breve di papa Innocenzo IV del 1251 che lo localizza vicino alla porta Gamondio di Alessandria. Avvenne una traslazione del monastero a causa di conflitti bellici, mantenendo temporaneamente il nome originale prima di adottarlo definitivamente a san Sebastiano. Affiliato all'ordine cistercense già prima del 1251, il monastero ha mantenuto questa associazione costantemente. Nel 1594 contava diciotto monache professe e due converse. Con le soppressioni napoleoniche la chiesa e il monastero vennero riconvertiti a magazzini per le imprese delle nuove fortificazioni cittadine. Fu definitivamente abbattuta nel 1842. | Originariamente dedicata a santa Maria e situata a Pozzolo Formigaro, è documentata fin dalla metà del XIII secolo, con riferimenti specifici in un breve di papa Innocenzo IV del 1251 che lo localizza vicino alla porta Gamondio di Alessandria. Avvenne una traslazione del monastero a causa di conflitti bellici, mantenendo temporaneamente il nome originale prima di adottarlo definitivamente a san Sebastiano. Affiliato all'ordine cistercense già prima del 1251, il monastero ha mantenuto questa associazione costantemente. Nel 1594 contava diciotto monache professe e due converse. Con le soppressioni napoleoniche la chiesa e il monastero vennero riconvertiti a magazzini per le imprese delle nuove fortificazioni cittadine. Fu definitivamente abbattuta nel 1842. |
| 67 |          | Chiesa dei santi Girolamo e Pio      | TOR • CASH                            | ante 1263  | ~1830       | Radicata nella storia di Alessandria fin dalla sua fondazione, ha visto un'evoluzione sotto il patronato della città e diverse gestioni religiose. Situata nella contrada successivamente denominata via Vochieri, nei pressi del vecchio seminario, originariamente amministrata dal Terzo ordine regolare di San Francesco dal 1263 al 1487, la chiesa passò poi ai Gesuati nel 1490. Dopo essere stata ristrutturata nel 1643, la chiesa rimase sotto la gestione dei Gesuati fino alla loro soppressione nel 1668. Successivamente, nel 1674, il vescovo di Alessandria Carlo Ciceri la destinò al seminario di Alessandria, costruito sul medesimo sedime, e ne seguì le vicende. Nel corso del XVIII secolo il seminario prese forma completa al termine di numerosi lavori di ampliamento. Intorno al 1830 l'antico edificio di culto non era più necessario alle funzioni religiose sostituito già da qualche decennio da una ampia cappella progettata dall'architetto Giuseppe Caselli, e fu così trasformato in camerata del seminario.                                                                             | Radicata nella storia di Alessandria fin dalla sua fondazione, ha visto un'evoluzione sotto il patronato della città e diverse gestioni religiose. Situata nella contrada successivamente denominata via Vochieri, nei pressi del vecchio seminario, originariamente amministrata dal Terzo ordine regolare di San Francesco dal 1263 al 1487, la chiesa passò poi ai Gesuati nel 1490. Dopo essere stata ristrutturata nel 1643, la chiesa rimase sotto la gestione dei Gesuati fino alla loro soppressione nel 1668. Successivamente, nel 1674, il vescovo di Alessandria Carlo Ciceri la destinò al seminario di Alessandria, costruito sul medesimo sedime, e ne seguì le vicende. Nel corso del XVIII secolo il seminario prese forma completa al termine di numerosi lavori di ampliamento. Intorno al 1830 l'antico edificio di culto non era più necessario alle funzioni religiose sostituito già da qualche decennio da una ampia cappella progettata dall'architetto Giuseppe Caselli, e fu così trasformato in camerata del seminario. |
| 68 |          | Chiesa di san Paolo                  | Umiliati • Confraternita di san Paolo | ante 1298  | ~1750       | La chiesa di San Paolo, adiacente al seminario, è menzionata come antica e appare nei cataloghi degli Umiliati fin dal 1298 come «domus San Paolo». Frate Ottus Gattus, citato in un documento del 1312, ne era il rettore. Originariamente sotto la giurisdizione di san Giovanni del Cappuccio, fu ceduta dagli Umiliati alla confraternita di san Paolo. Nonostante la mancanza di una data precisa, si sa che prima del 1555 la chiesa fu destinata alle preghiere delle quarantore insieme ad altre confraternite. La transizione definitiva avvenne sicuramente prima del 1555, ma dopo il 1462, periodo in cui non se ne fa menzione nei documenti. Nel 1664, si unì con la confraternita di sant'Urbano ufficializzando l'aggregazione il 29 marzo 1665. Alla fine, dopo essere stata profanata, la chiesa fu venduta a don Galeazzo Sappa de' Milanesi che la incorporò nelle sue proprietà. Ciò avvenne presumibilmente nella prima metà del XVIII secolo sapendo che la chiesa san Giovanni delle Rane fu demolita, grazie ai denari ricavati dalla vendita della chiesa di san Paolo, nel mese di luglio del 1751. | vedi anche chiesa n. 26 |

#### XV secolo
| N. | Immagine                | Intitolazione                               | Ordine / Confraternita                         | Fondazione | Demolizione | Descrizione | Descrizione |
| -- | ----------------------- | ------------------------------------------- | ---------------------------------------------- | ---------- | ----------- | --- | --- |
| 69 |                         | Chiesa e convento di san Matteo             | Umiliati • OFM Cap                             | ante 1425  | 1888        | Esisteva una chiesa di san Matteo a Quargnento, menzionata nel 1288, sotto l'amministrazione degli Umiliati. Nel 1425 emerge una documentazione che identifica una chiesa di san Matteo ad Alessandria, denominata "di Quargnento", indicando una possibile estensione o ricollocazione dell'ente ecclesiastico originale da Quargnento ad Alessandria. La chiesa alessandrina passò sotto la gestione dell'ordine dei frati minori cappuccini nel 1562 quando il vescovo di Alessandria Ottaviano Guasco concesse loro una porzione delle strutture episcopali per la costruzione di un nuovo convento. Già chiusa da tempo ed adibita a panificio militare, venne demolita nel 1888. | Esisteva una chiesa di san Matteo a Quargnento, menzionata nel 1288, sotto l'amministrazione degli Umiliati. Nel 1425 emerge una documentazione che identifica una chiesa di san Matteo ad Alessandria, denominata "di Quargnento", indicando una possibile estensione o ricollocazione dell'ente ecclesiastico originale da Quargnento ad Alessandria. La chiesa alessandrina passò sotto la gestione dell'ordine dei frati minori cappuccini nel 1562 quando il vescovo di Alessandria Ottaviano Guasco concesse loro una porzione delle strutture episcopali per la costruzione di un nuovo convento. Già chiusa da tempo ed adibita a panificio militare, venne demolita nel 1888. |
| 70 |                         | Chiesa di sant'Urbano                       | Confraternita di sant'Urbano                   | ante 1462  | 1655        | La Chiesa e confraternita di «sant'Urbano de Gamundio» è citata nei documenti del 1462, situata nel quartiere di Gamondio nella parrocchia di san Martino. Nel 1655, si unì alla confraternita della santissima Annunziata, menzionata anche durante la visita del 1656; tuttavia, poco dopo, nel 1661, si separò e fu accolta dai gesuati nella loro chiesa dei santi Girolamo e Pio. Nel 1664, si unì con la confraternita di san Paolo ufficializzata il 29 marzo 1665. | La Chiesa e confraternita di «sant'Urbano de Gamundio» è citata nei documenti del 1462, situata nel quartiere di Gamondio nella parrocchia di san Martino. Nel 1655, si unì alla confraternita della santissima Annunziata, menzionata anche durante la visita del 1656; tuttavia, poco dopo, nel 1661, si separò e fu accolta dai gesuati nella loro chiesa dei santi Girolamo e Pio. Nel 1664, si unì con la confraternita di san Paolo ufficializzata il 29 marzo 1665. |
| 71 |                         | Chiesa di santa Caterina                    | Confraternita di santa Caterina                | ante 1462  | ante 1725   | Situata nel quartiere di Gamondio sotto la parrocchia di san Martino citata come: «S. Catharinæ de Gamundio». Nel 1675 per istrumento dei 14 maggio confermato dalla curia vescovile con decreto dei 30 dello stesso mese si unì alla confraternita di santa Lucia, che prese poi il titolo delle sante Lucia e Cattarina. | Situata nel quartiere di Gamondio sotto la parrocchia di san Martino citata come: «S. Catharinæ de Gamundio». Nel 1675 per istrumento dei 14 maggio confermato dalla curia vescovile con decreto dei 30 dello stesso mese si unì alla confraternita di santa Lucia, che prese poi il titolo delle sante Lucia e Cattarina. |
| 72 |                         | Chiesa di santa Lucia                       | Confraternita di santa Lucia                   | ante 1462  | ante 1725   | La chiesa era situata nella contrada Mastinone, denominata successivamente "dell'ospizio di san Giuseppe", del quartiere di Gamondio sotto la parrocchia di san Martino. Spesso citata come: «S. Luciæ de Gamundio».Prima del XVI secolo, l'edificio fu distrutto da un incendio che provocò anche la perdita irreparabile del materiale archivistico. Successivamente, venne ricostruito nei primi decenni del XVII secolo. Nel 1675 per istrumento dei 14 maggio confermato dalla curia vescovile con decreto dei 30 dello stesso mese si unì alla confraternita di santa Caterina, che prese poi il titolo delle sante Lucia e Cattarina. Il sodalizio decise la costruzione di una nuova chiesa, identificando il luogo all'interno del complesso della chiesa di san Giuseppe. Appena terminati i lavori, nel 1725, l'edificio venne però ceduto, per ordine di Vittorio Amedeo II di Savoia, all'ospizio di san Giuseppe. Alla confraternita venne concessa la chiesa di san Giovanni delle Rane. | La chiesa era situata nella contrada Mastinone, denominata successivamente "dell'ospizio di san Giuseppe", del quartiere di Gamondio sotto la parrocchia di san Martino. Spesso citata come: «S. Luciæ de Gamundio».Prima del XVI secolo, l'edificio fu distrutto da un incendio che provocò anche la perdita irreparabile del materiale archivistico. Successivamente, venne ricostruito nei primi decenni del XVII secolo. Nel 1675 per istrumento dei 14 maggio confermato dalla curia vescovile con decreto dei 30 dello stesso mese si unì alla confraternita di santa Caterina, che prese poi il titolo delle sante Lucia e Cattarina. Il sodalizio decise la costruzione di una nuova chiesa, identificando il luogo all'interno del complesso della chiesa di san Giuseppe. Appena terminati i lavori, nel 1725, l'edificio venne però ceduto, per ordine di Vittorio Amedeo II di Savoia, all'ospizio di san Giuseppe. Alla confraternita venne concessa la chiesa di san Giovanni delle Rane.                                      |
| 73 |                         | Chiesa di san Simone                        | Confraternita di san Simone                    | ante 1462  | 1736        | Con molta probabilità già esistente nel 1462, era anche nota sotto il titolo di «santa Maria Nova». Certamente era attiva nel 1555, essendo una delle 16 confraternite destinate all'orazione delle quarantore. È nuovamente documentata nella visita pastorale del 1594. Francesco Gasparolo descrive come giungere alla chiesa di san Simone sul finire del XVI secolo: « [...] seguitando quasi diritto nella via che si apriva sul sedime della chiesa di san Giovanni Decollato in Alessandria, si andava alla chiesa della confraternita di san Simone; se si prendeva a sinistra, verso il ponte sul Tanaro, si aveva la via che conduceva alla rocchetta di detto ponte, passando avanti a due chiese, una della confraternita di san Sebastiano, e l'altra, più internata, di san Siro». Dopo il 1666 si unisce alla confraternita di santa Maria Acqualunga, assumendo il titolo di "santa Maria Acqualunga e san Simone". Nel 1681 la fusione tra le due confraternite è completa, e viene utilizzato solo il nome di san Simone. All'inizio del XVIII secolo accolse il sodalizio di san Giovanni Decollato di Bergoglio con il quale si aggregò nel 1733, divenendo così la "Confraternita di san Giovanni Decollato" in un nuovo edificio di culto iniziato nel 1736 e benedetto nel 1759. | vedi anche chiesa n. 56 |
| 73 | vedi anche chiesa n. 82 | Chiesa di san Simone                        | Confraternita di san Simone                    | ante 1462  | 1736        | Con molta probabilità già esistente nel 1462, era anche nota sotto il titolo di «santa Maria Nova». Certamente era attiva nel 1555, essendo una delle 16 confraternite destinate all'orazione delle quarantore. È nuovamente documentata nella visita pastorale del 1594. Francesco Gasparolo descrive come giungere alla chiesa di san Simone sul finire del XVI secolo: « [...] seguitando quasi diritto nella via che si apriva sul sedime della chiesa di san Giovanni Decollato in Alessandria, si andava alla chiesa della confraternita di san Simone; se si prendeva a sinistra, verso il ponte sul Tanaro, si aveva la via che conduceva alla rocchetta di detto ponte, passando avanti a due chiese, una della confraternita di san Sebastiano, e l'altra, più internata, di san Siro». Dopo il 1666 si unisce alla confraternita di santa Maria Acqualunga, assumendo il titolo di "santa Maria Acqualunga e san Simone". Nel 1681 la fusione tra le due confraternite è completa, e viene utilizzato solo il nome di san Simone. All'inizio del XVIII secolo accolse il sodalizio di san Giovanni Decollato di Bergoglio con il quale si aggregò nel 1733, divenendo così la "Confraternita di san Giovanni Decollato" in un nuovo edificio di culto iniziato nel 1736 e benedetto nel 1759. | |
| 73 | vedi anche chiesa n. 90 | Chiesa di san Simone                        | Confraternita di san Simone                    | ante 1462  | 1736        | Con molta probabilità già esistente nel 1462, era anche nota sotto il titolo di «santa Maria Nova». Certamente era attiva nel 1555, essendo una delle 16 confraternite destinate all'orazione delle quarantore. È nuovamente documentata nella visita pastorale del 1594. Francesco Gasparolo descrive come giungere alla chiesa di san Simone sul finire del XVI secolo: « [...] seguitando quasi diritto nella via che si apriva sul sedime della chiesa di san Giovanni Decollato in Alessandria, si andava alla chiesa della confraternita di san Simone; se si prendeva a sinistra, verso il ponte sul Tanaro, si aveva la via che conduceva alla rocchetta di detto ponte, passando avanti a due chiese, una della confraternita di san Sebastiano, e l'altra, più internata, di san Siro». Dopo il 1666 si unisce alla confraternita di santa Maria Acqualunga, assumendo il titolo di "santa Maria Acqualunga e san Simone". Nel 1681 la fusione tra le due confraternite è completa, e viene utilizzato solo il nome di san Simone. All'inizio del XVIII secolo accolse il sodalizio di san Giovanni Decollato di Bergoglio con il quale si aggregò nel 1733, divenendo così la "Confraternita di san Giovanni Decollato" in un nuovo edificio di culto iniziato nel 1736 e benedetto nel 1759. | |
| 74 |                         | Chiesa della Concezione di Maria Santissima | -                                              | ante 1471  | 1899        | Fu edificata da Stefano Pettenari prima del 1471 e si trovava nel quartiere di Gamondio, vicino alla chiesa di sant'Urbano. Il fronte della chiesa era in affaccio su corso Roma. Fu visitata nel 1565 e nel 1613, risultando in cattive condizioni. Gian Alberto Pettenari la riedificò nel 1627 e divenne di patronato della famiglia Ghilini Pettenari. Nel XIX secolo risultava chiusa da tempo fu trasformata ad uso abitazione. | Fu edificata da Stefano Pettenari prima del 1471 e si trovava nel quartiere di Gamondio, vicino alla chiesa di sant'Urbano. Il fronte della chiesa era in affaccio su corso Roma. Fu visitata nel 1565 e nel 1613, risultando in cattive condizioni. Gian Alberto Pettenari la riedificò nel 1627 e divenne di patronato della famiglia Ghilini Pettenari. Nel XIX secolo risultava chiusa da tempo fu trasformata ad uso abitazione. |
| 75 |                         | Chiesa di san Giovanni Battista             | SMOM • Confraternita del santissimo Crocifisso | ante 1480  | 1846        | La chiesa di san Giovanni Battista si trovava di fronte alla chiesa di san Giacomo della Vittoria, ed era chiesa di una commenda dell'ordine Gerosolimitano. Per distinguerla da altre edifici di culto con lo stesso titolo, venne chiamata «s. Joannis Piccinini», o «Peccenini», come si nota in alcuni documenti tra il 1480 e il 1589; e anche «s. Joannis parvuli Hierosolimitani», come in un documento del 1503. Verso la metà del XIX secolo si trovava chiusa da tempo, venne acquistata da casa Groppello che la inglobò nel nuovo costruito dietro il palazzo di famiglia. Nel 1846 si poteva ancora riconoscere la facciata e l’interno della chiesa nell'ala nuova del palazzo. A partire da quella data se ne perse gradualmente la presenza fino alla completa sparizione causata dai bombardamenti durante la seconda guerra mondiale. La chiesa ospitò la veneranda Confraternita del Santissimo Crocifisso di Alessandria fino a quando la stessa, alla fine del XV secolo, non si spostò nella chiesa di san Giovannino. | La chiesa di san Giovanni Battista si trovava di fronte alla chiesa di san Giacomo della Vittoria, ed era chiesa di una commenda dell'ordine Gerosolimitano. Per distinguerla da altre edifici di culto con lo stesso titolo, venne chiamata «s. Joannis Piccinini», o «Peccenini», come si nota in alcuni documenti tra il 1480 e il 1589; e anche «s. Joannis parvuli Hierosolimitani», come in un documento del 1503. Verso la metà del XIX secolo si trovava chiusa da tempo, venne acquistata da casa Groppello che la inglobò nel nuovo costruito dietro il palazzo di famiglia. Nel 1846 si poteva ancora riconoscere la facciata e l’interno della chiesa nell'ala nuova del palazzo. A partire da quella data se ne perse gradualmente la presenza fino alla completa sparizione causata dai bombardamenti durante la seconda guerra mondiale. La chiesa ospitò la veneranda Confraternita del Santissimo Crocifisso di Alessandria fino a quando la stessa, alla fine del XV secolo, non si spostò nella chiesa di san Giovannino. |
| 76 |                         | Chiesa e spedale di sant'Antonio            | -                                              | ante 1493  | 1790        | È ricordato per la prima volta in un documento del 1493 in cui si parla «dell’hospitalis s. Antonii in quarterio Rovereti civitas Alexandriæ». Con la propria chiesa era situato sul lato destro della contrada successivamente denominata via Treviso, e si allungava sino a quella identificabile come largo Vicenza. Ampliato nel 1579, unendosi con lo spedale di san Biagio per volontà di papa Pio V, divenne «Spedal Grande dei santi Antonio e Biagio». La chiesa dell’ospedale era destinata esclusivamente alle funzioni religiose per i ricoverati, mentre funerali e sepolture avvenivano nella parrocchia di san Martino. Nel coro si trovava un busto di papa Pio V con epigrafe commemorativa, insieme ai busti di Biagio Arnuzzi, Biagio Moizi e Lorenzo Sappa, poi trasferiti nella navata nel 1776. Un rilievo del 1791, attribuito a Giuseppe Caselli, descrive la chiesa a navata unica con volta a botte, accessibile da un corridoio interno. Il presbiterio, visibile dalle camerate organizzate a "L", era situato all'incrocio tra queste. | vedi anche chiesa n. 28 |

#### XVI secolo
| N. | Immagine | Intitolazione                                  | Ordine / Confraternita | Fondazione | Demolizione | Descrizione | Descrizione |
| -- | -------- | ---------------------------------------------- | ---------------------- | ---------- | ----------- | --- | --- |
| 77 |          | Chiesa e spedale di san Giacomo degli Spagnoli | -                      | 1575       | 1782        | Don Eramando di Gonzaga aveva fondato nel 1546 ad Asti un ospedale per i soldati infermi, ma quando il re di Spagna Filippo II restituì quella città alla casa reale di Savoia nel 1575, l'ospedale fu trasferito ad Alessandria. Inizialmente fu collocato in una casa vicina al monastero della Santissima Annunziata, o meglio, vicino al seminario, che all'epoca era il convento dei Gesuati, come risulta da un atto del 26 febbraio 1577, in cui si menzionano come confinanti «jura conventus & ecclesia s. Hieronymi d. Jo. Baptista Granarius &c.». Si legge inoltre negli atti della visita del 1584 che dall'edificio si vedeva «intra septa monasterii». Successivamente l'ospedale fu trasferito nelle case vicine al convento di san Matteo dei cappuccini, come risulta da un atto stipulato il 28 agosto 1597 in quel convento, dove si citano come confinanti «jura hospitalis Hispanorum». L'ospedale prese il nome di san Giacomo degli Spagnoli, probabilmente perché era destinato principalmente ai soldati, che per lo più appartenevano a quella nazione, la quale dominava allora sul territorio. I governatori di Milano ne avevano il patronato e la gestione, successivamente la supervisione passò ai governatori di Alessandria. Una prima chiesa fu edificata, agli inizi del XVI secolo, dal dottor Francesco Garcilopez, medico reale e conservatore dello spedale, che poi fu dismessa ed utilizzata come magazzino. Quando fu completato il nuovo ospedale reale nella cittadella, l'ospedale di san Giacomo vi fu trasferito il 3 giugno 1782. La chiesa costruita all'interno dell'ospedale non fu più dedicata all'apostolo Giacomo, ma al beato Amedeo di Savoia. | Don Eramando di Gonzaga aveva fondato nel 1546 ad Asti un ospedale per i soldati infermi, ma quando il re di Spagna Filippo II restituì quella città alla casa reale di Savoia nel 1575, l'ospedale fu trasferito ad Alessandria. Inizialmente fu collocato in una casa vicina al monastero della Santissima Annunziata, o meglio, vicino al seminario, che all'epoca era il convento dei Gesuati, come risulta da un atto del 26 febbraio 1577, in cui si menzionano come confinanti «jura conventus & ecclesia s. Hieronymi d. Jo. Baptista Granarius &c.». Si legge inoltre negli atti della visita del 1584 che dall'edificio si vedeva «intra septa monasterii». Successivamente l'ospedale fu trasferito nelle case vicine al convento di san Matteo dei cappuccini, come risulta da un atto stipulato il 28 agosto 1597 in quel convento, dove si citano come confinanti «jura hospitalis Hispanorum». L'ospedale prese il nome di san Giacomo degli Spagnoli, probabilmente perché era destinato principalmente ai soldati, che per lo più appartenevano a quella nazione, la quale dominava allora sul territorio. I governatori di Milano ne avevano il patronato e la gestione, successivamente la supervisione passò ai governatori di Alessandria. Una prima chiesa fu edificata, agli inizi del XVI secolo, dal dottor Francesco Garcilopez, medico reale e conservatore dello spedale, che poi fu dismessa ed utilizzata come magazzino. Quando fu completato il nuovo ospedale reale nella cittadella, l'ospedale di san Giacomo vi fu trasferito il 3 giugno 1782. La chiesa costruita all'interno dell'ospedale non fu più dedicata all'apostolo Giacomo, ma al beato Amedeo di Savoia. |

#### XVII secolo
| N. | Immagine | Intitolazione                                  | Ordine / Confraternita                  | Fondazione | Demolizione | Descrizione | Descrizione |
| -- | -------- | ---------------------------------------------- | --------------------------------------- | ---------- | ----------- | --- | --- |
| 78 |          | Chiesa dei santi Barnaba e Rocco               | Confraternita dei santi Barnaba e Rocco | 1636       | 1807        | Fu costruita tra il 1631 e il 1636, sostituì un precedente edificio, citato nel 1618 presso il palazzo vescovile di Alessandria, per accogliere la confraternita omonima e rispondere alle necessità post-epidemiche della peste del 1630. La chiesa, a navata unica, era dotata di tre altari e ospitava il rito dell'entierro. Nel 1641 fu completato il campanile e, nel 1642, la confraternita di San Barnaba si unì a quella di San Rocco, assumendo il titolo dei Santi Barnaba e Rocco, e stabilendo la propria sede nella nuova chiesa. La fusione consolidò l'importanza dell'edificio come punto di riferimento per le attività religiose e caritatevoli, tra cui la sepoltura dei poveri, ereditata dall’arciconfraternita dell’Orazione e della Morte, a cui la confraternita era aggregata. Demolita nel 1807, durante il periodo napoleonico, la confraternita si trasferì temporaneamente presso la santissima Annunziata e poi nella chiesa di santa Maria di Betlemme, stabilendosi definitivamente nel 1830 nella chiesa di san Giovanni del Cappuccio che divenne, quindi, chiesa dei santi Barnaba e Rocco. | vedi anche chiesa n. 91 |
| 79 |          | Chiesa e monastero dei santi Giuseppe e Teresa | OCD                                     | 1670       | 1889        | Prima del restauro avvenuto nel 1761, il sito del monastero di carmelitane scalze ospitava già una piccola chiesa utilizzata dalla comunità religiosa formatasi nel 1670. Questa struttura fungeva da luogo di culto per le monache e, sebbene manchino dettagli specifici riguardo alle sue dimensioni originarie o alle caratteristiche architettoniche, è noto che tale chiesa è stata successivamente ristrutturata e ampliata con l'aggiunta di una cappella e una sagrestia, per adeguarla alle crescenti esigenze della comunità e arricchirla esteticamente. Con le soppressioni napoleoniche il monastero venne riconvertito a caserma di fanteria e le modifiche apportate per adattarla ad uso militare comportarono la perdita degli elementi esteriori originali. L'edificio fu infine demolito intorno al 1889. | Prima del restauro avvenuto nel 1761, il sito del monastero di carmelitane scalze ospitava già una piccola chiesa utilizzata dalla comunità religiosa formatasi nel 1670. Questa struttura fungeva da luogo di culto per le monache e, sebbene manchino dettagli specifici riguardo alle sue dimensioni originarie o alle caratteristiche architettoniche, è noto che tale chiesa è stata successivamente ristrutturata e ampliata con l'aggiunta di una cappella e una sagrestia, per adeguarla alle crescenti esigenze della comunità e arricchirla esteticamente. Con le soppressioni napoleoniche il monastero venne riconvertito a caserma di fanteria e le modifiche apportate per adattarla ad uso militare comportarono la perdita degli elementi esteriori originali. L'edificio fu infine demolito intorno al 1889. |

#### XVIII secolo
| N. | Immagine | Intitolazione                       | Ordine / Confraternita                     | Fondazione | Demolizione | Descrizione | Descrizione             |
| -- | -------- | ----------------------------------- | ------------------------------------------ | ---------- | ----------- | --- | ----------------------- |
| 80 |          | Chiesa delle sante Lucia e Caterina | Confraternita delle sante Lucia e Caterina | 1725       | 1731        | La confraterntia sorse dall'unione di due distinti sodalizi, uno di santa Lucia e l'altro di santa Caterina, avvenuto nel 1675. All'inizio del XVIII secolo la confraternita intraprese la costruzione di una chiesa, completata nel 1725. Essendo vicina al regio ospizio di carità, la chiesa completata fu richiesta per uso profano dello stesso ospizio. I confratelli, riconoscendo l'impossibilità di opporsi a tale richiesta, trovarono un altro luogo per trasferirsi e rifugiarsi; scelsero la chiesa di san Giovanni delle Rane, di proprietà della prebenda teologale della cattedrale, venduta loro dal canonico teologo Andrea Mantelli insieme alle case adiacenti, mediante un atto del 23 novembre 1725, successivamente confermato il 23 febbraio 1729. Poi, con un atto del 7 aprile 1731, confermarono la cessione già fatta al regio ospizio dell'edificio della nuova chiesa, in cui precedentemente era stato costruito un filatoio da seta. | vedi anche chiesa n. 26 |

### Dati incerti

#### XIV secolo
| N. | Immagine | Intitolazione       | Ordine / Confraternita | Fondazione | Demolizione | Descrizione |
| -- | -------- | ------------------- | ---------------------- | ---------- | ----------- | --- |
| 81 |          | Ecclesia monacharum | ?                      | ante 1350  | ?           | Un'altra chiesa era presente ad Alessandria, anch'essa registrata nei cataloghi delle chiese del 1350 e 1355: «Ecclesia monacharum de porta Januæ», o «Januen». Tuttavia, non avendone altre notizie, è difficile stabilire quale fosse. Non era certamente il monastero di San Sebastiano detto di Pozzuolo, poiché anch'esso si trova descritto in tutti quei cataloghi; né l'altro di Santa Maria Maddalena, poiché non possedeva beni stabili, essendo dell'ordine di Santa Chiara, e non avendo quindi avuto possibilità di apparire. Possiamo solo sospettare che fosse situato non all'interno delle mura, ma al di fuori, sebbene vicino, poiché viene denominato nello stesso modo con cui si descrive «ecclesia s. Christophori de porta Januensi», la quale si sa che si trovava fuori dalla porta della città, detta appunto "di Genova". Non si vuole qui omettere che certi Diego e Domenica, marito e moglie de Thorez, spagnoli, con un atto del 19 giugno 1579 avevano assegnato una loro casa e qualche terreno, cedendolo al vicario generale Sforza Mantelli per erigere «monasterium, ac ecclesiam ad honorem, & laudem omnipotentis Dei, & ad beneficium, & utilitatem mulierum, seu vulgo» delle donne convertite. Probabilmente, a causa della modesta dote assegnata, questa loro pia disposizione non ebbe alcun effetto. |

#### XV secolo
| N. | Immagine | Intitolazione                    | Ordine / Confraternita                  | Fondazione | Demolizione | Descrizione | Descrizione             |
| -- | -------- | -------------------------------- | --------------------------------------- | ---------- | ----------- | --- | ----------------------- |
| 82 |          | Chiesa di santa Maria Acqualunga | Confraternita di santa Maria Acqualunga | ante 1436  | ?           | Nel 1436 si fa riferimento ad una «domus et ecclesia verberatorum, seu disciplinatorum S. Mariæ Novæ» vicino ad una casa chiamata "Acqualunga" nella contrada identificabile come via Casale. Viene menzionata ancora in atti del 1462. Nel 1666 è registrata come confraternita nella relativa visita pastorale, in seguito si unisce alla confraternita di san Simone, assumendo il titolo di "santa Maria Acqualunga e san Simone". Nel 1681 la fusione tra le due confraternite è completa, e viene utilizzato solo il nome san Simone. | vedi anche chiesa n. 73 |

#### XVI secolo
| N. | Immagine | Intitolazione                      | Ordine / Confraternita | Fondazione | Demolizione | Descrizione |
| -- | -------- | ---------------------------------- | ---------------------- | ---------- | ----------- | --- |
| 83 |          | Chiesa di Santa Caterina de Rajato | -                      | ?          | ?           | Santa Caterina de Rajato, «s. Catharinæ de Rajato», è citata nel 1520 tra quelle campestri fuori dalle mura della città, con la creazione di un canonicato nella collegiata di san Pietro. Non sono presenti ulteriori dettagli su di essa. |
| 84 |          | Chiesa di sant'Agata               | -                      | ?          | ?           | Citata nel 1520 tra quelle campestri fuori dalle mura della città, con la creazione di un canonicato nella collegiata di san Pietro. |

#### XIX secolo
| N. | Immagine | Intitolazione           | Ordine / Confraternita | Fondazione | Demolizione | Descrizione |
| -- | -------- | ----------------------- | ---------------------- | ---------- | ----------- | --- |
| 85 |          | Cappella del Crocefisso | -                      | ?          | 1847        | Non si hanno indicazioni precise circa la fondazione dell'edificio, situato sul limite dell'isolato di San Marco, in un’area pressappoco coincidente con la porzione meridionale dell’attuale piazza Vittorio Veneto. Nel 1847, la cappella era di patronato della famiglia Lombardi, che in quell’anno la cedette al Municipio di Alessandria. Successivamente, la cappella fu demolita per consentire l’ampliamento della piazza della Gambarina Nuova. I materiali risultanti dalla demolizione furono trattenuti dalla famiglia Lombardi, mentre il Comune si impegnò a trasferire il Cristo crocifisso custodito nella cappella in una nuova nicchia, costruita a proprie spese sul muro di cinta della stessa piazza. Questo segno di devozione è visibile nell’edicola del Crocefisso, situata sul prospetto della scuola materna "De Amicis". |

## Chiese sconsacrate

### Chiese non più in uso

#### Marengo

##### XV secolo
| N. | Immagine | Intitolazione                     | Ordine / Confraternita                                                       | Fondazione | Demolizione | Descrizione |
| -- | -------- | --------------------------------- | ---------------------------------------------------------------------------- | ---------- | ----------- | --- |
| 86 |          | Chiesa di santa Maria Domus Magnæ | Confraternita Domus Magnæ • OFM Oss • Confraternita della santissima Trinità | 1462~1486  | ~1945       | Confraternita ricca ed influente, esisteva già nel 1486 gestendo la chiesa dedicata a santa Maria. Situata tra le strade della Fiera Vecchia - in seguito via Dante - e della Ca' Granda - successivamente via Ghilini - la chiesa era nascosta in un vasto cortile e unita alle strade da un grande porticato interno, giustificando probabilmente il nome popolare di Ca' Granda - Domus Magnæ appunto, sul quale la chiesa si apriva e consentiva uguale comodità ai fedeli di due rioni confinanti: dal quartiere Gamondio entravano dalla strada della Fiera Vecchia, dal quartiere di Marengo dalla strada della Ca' Granda. Nel XVII secolo, fu istituita un'opera pia per fornire istruzione ai bambini poveri che continuò ad operare fino al XVIII secolo. Nel 1606 la chiesa fu aggregata all’arciconfraternita romana del Gonfalone e, in seguito, venne officiata dai Minori Osservanti. Nel settecento scomparve il porticato, la chiesa fu demolita e ricostruita nel 1769 sullo stesso sedime e la facciata solo sul fronte di via Ghilini. Ripetutamente occupata militarmente nel corso del XIX secolo, rimase sconsacrata fino al 1879. Nel 1933, la chiesa passò alla confraternita della santissima Trinità. Abbandonata ed utilizzata come rimessa dalla Questura nel secondo dopoguerra, dagli anni novanta è di proprietà diocesana e chiusa al culto. |

#### Bergoglio (ex Gamondio/Rovereto)

##### XV secolo
| N. | Immagine | Intitolazione                                  | Ordine / Confraternita | Fondazione | Demolizione | Descrizione |
| -- | -------- | ---------------------------------------------- | ---------------------- | ---------- | ----------- | --- |
| 87 |          | Chiesa e monastero della santissima Annunziata | OSA                    | ~1443      | 1885        | Menzionata il 22 agosto 1443 fu storicamente soggetta alla giurisdizione del vescovo, il controllo passò agli agostiniani conventuali e poi agli osservanti, non senza controversie. Le monache, opponendosi alle pinzochere che pretendevano di essere agostiniane, ottennero l'esenzione dalla giurisdizione dell'ordinario e la sottomissione al vicario generale della congregazione di Lombardia. La sua fondazione fu promossa da un gruppo di matrone venete e pavesi, che istituirono analoghi monasteri in diverse città, tra cui Piacenza e Valenza. Nel 1576 passò nuovamente sotto la giurisdizione del vescovo di Alessandria. Il 21 maggio 1620 avvenne la posa della prima pietra della riedificazione della chiesa e il 24 dicembre 1624 fu consacrata. Il 10 agosto 1761 una nuova consacrazione per un ulteriore restauro. Nel 1885 viene atterrata la cappella laterale e il resto della chiesa adibito a magazzino militare. In seguito fu utilizzata come magazzino dall'amministrazione autonoma dei monopoli di Stato e definitivamente chiusa durante gli anni '80 del XX secolo. |

### Chiese riconvertite

#### Rovereto

##### XVII secolo
| N. | Immagine                | Intitolazione                     | Ordine / Confraternita | Fondazione | Demolizione | Descrizione | Descrizione             |
| -- | ----------------------- | --------------------------------- | ---------------------- | ---------- | ----------- | --- | ----------------------- |
| 88 |                         | Chiesa e collegio di sant'Ignazio | SI                     | 1653       | 1803        | Originariamente denominata "dell'Annunziata", ed edificata nel 1579 a cura del vescovo di Alessandria Guarnero Trotti. La gestione della chiesa, prima dell'avvento dei gesuiti, era affidata ad una confraternita dell'Annunciazione. Documenti della visita apostolica del 1576 illustrano l'unione amministrativa della chiesa al capitolo della cattedrale fino al 1583. I gesuiti furono accolti nel 1591, ma solo nel 1605 ebbero la donazione della chiesa che segnò un punto di svolta, culminato con l'acquisizione della chiesa di san Bartolomeo nel 1647 e la costruzione della nuova chiesa di sant'Ignazio nel 1653. La soppressione della compagnia di Gesù nel 1773 e la secolarizzazione della chiesa segnarono un cambio di paradigma nella funzione dell'edificio. Durante l'occupazione napoleonica, fu tutto trasformato in caserma, la chiesa venne tramezzata nel 1803, furono abbattuti alcuni fabbricati nel retro dell'edificio sacro. La trasformazione permise di ospitare 1200 soldati nel nuovo complesso. La funzione militare fu mantenuta fino al XX secolo con l'istituzione del distretto militare. Nel 1946, il Comune di Alessandria prese in locazione il complesso, ormai rimaneggiato, per alloggiare famiglie rimaste senza casa a causa dei bombardamenti. Dopo un periodo di lento degrado il complesso venne infine restaurato e nel 1999 adibito ad abitazioni civili e servizi. | vedi anche chiesa n. 27 |
| 88 | vedi anche chiesa n. 32 | Chiesa e collegio di sant'Ignazio | SI                     | 1653       | 1803        | Originariamente denominata "dell'Annunziata", ed edificata nel 1579 a cura del vescovo di Alessandria Guarnero Trotti. La gestione della chiesa, prima dell'avvento dei gesuiti, era affidata ad una confraternita dell'Annunciazione. Documenti della visita apostolica del 1576 illustrano l'unione amministrativa della chiesa al capitolo della cattedrale fino al 1583. I gesuiti furono accolti nel 1591, ma solo nel 1605 ebbero la donazione della chiesa che segnò un punto di svolta, culminato con l'acquisizione della chiesa di san Bartolomeo nel 1647 e la costruzione della nuova chiesa di sant'Ignazio nel 1653. La soppressione della compagnia di Gesù nel 1773 e la secolarizzazione della chiesa segnarono un cambio di paradigma nella funzione dell'edificio. Durante l'occupazione napoleonica, fu tutto trasformato in caserma, la chiesa venne tramezzata nel 1803, furono abbattuti alcuni fabbricati nel retro dell'edificio sacro. La trasformazione permise di ospitare 1200 soldati nel nuovo complesso. La funzione militare fu mantenuta fino al XX secolo con l'istituzione del distretto militare. Nel 1946, il Comune di Alessandria prese in locazione il complesso, ormai rimaneggiato, per alloggiare famiglie rimaste senza casa a causa dei bombardamenti. Dopo un periodo di lento degrado il complesso venne infine restaurato e nel 1999 adibito ad abitazioni civili e servizi. |                         |

#### Gamondio

##### XIV secolo
| N. | Immagine | Intitolazione                      | Ordine / Confraternita | Fondazione | Demolizione | Descrizione               |
| -- | -------- | ---------------------------------- | ---------------------- | ---------- | ----------- | ------------------------- |
| 89 |          | Chiesa e convento di san Francesco | OFM                    | 1314       | 1802        | Si veda la voce dedicata. |

#### Bergoglio (ex Gamondio/Rovereto)

##### XVIII secolo
| N. | Immagine | Intitolazione                    | Ordine / Confraternita                  | Fondazione | Demolizione | Descrizione | Descrizione             |
| -- | -------- | -------------------------------- | --------------------------------------- | ---------- | ----------- | --- | ----------------------- |
| 90 |          | Chiesa di san Giovanni Decollato | Confraternita di san Giovanni Decollato | 1736       | 1925        | Fondata nel 1736, venne consacrata nel 1759 dal vescovo di Alessandria De Rossi. La chiesa era sede dell'omonima confraternita, nata dalla fusione di diversi sodalizi, alcuni provenienti sempre dal vicino borgo di Bergoglio, che in quel periodo era in fase di demolizione. La confraternita di san Giovanni Decollato, originaria di Bergoglio, si fuse con quella di san Simone di Alessandria nel 1733, che a sua volta si era unita, dopo il 1666, alla confraternita di santa Maria Acqualunga. Poco dopo, nel 1736, si unì anche la confraternita di santa Caterina di Bergoglio, già fusa con quella di san Rocco, dello stesso quartiere, da oltre un secolo. Il principale compito della confraternita era assistere e confortare i condannati a morte prima dell’esecuzione, per poi dare loro sepoltura all’interno della chiesa. I membri della confraternita avevano anche l’incarico di distribuire il cosiddetto “pane dei poveri” nel giorno dei morti. Come molte altre chiese, a seguito dell'abolizione degli ordini religiosi voluta da Napoleone Bonaparte all'inizio del XIX secolo, la chiesa fu trasformata in un magazzino per granaglie e successivamente in un ricovero militare. Nel 1880 l'edificio venne accorciato per consentire l'ampliamento della piazza; sulla nuova facciata fu realizzato un affresco raffigurante la decollazione di san Giovanni, opera dell’artista alessandrino Achille Peretti. Sconsacrata nel 1912, la struttura fu convertita nel 1917 in una casa di civile abitazione. Di stile barocco, la chiesa aveva una pianta a navata unica con quattro cappelle laterali e un'abside semicircolare.. Entro il 1925 la struttura perse ogni carattere sacro ad esclusione del campanile e di due perimetri murali della zona absidale. | vedi anche chiesa n. 73 |

## Chiese trasformate

### Bergoglio (ex Gamondio/Rovereto)

#### XII secolo
| N. | Immagine | Intitolazione                                   | Ordine / Confraternita | Fondazione | Demolizione | Descrizione | Descrizione             |
| -- | -------- | ----------------------------------------------- | ---------------------- | ---------- | ----------- | --- | ----------------------- |
| 91 |          | Chiesa e convento di san Giovanni del Cappuccio | Umiliati • SI • OM     | 1189       | 1774        | Eretta intorno al 1189 unitamente alla chiesa di san Baudolino, ricevette notevoli donazioni fondiarie sia da privati che dalla repubblica, con un particolare contributo della famiglia Peri. Gestita fin dalla sua fondazione dagli umiliati, nel 1298 è registrata come «Domus fratrum de Caputio». Era la più opulenta e numerosa tra le istituzioni gestite dall'ordine in città, nel XIV secolo contava venti religiosi, cifra che aumentò a quarantuno frati e sei servi nel 1355. Tra le diverse vicissitudini spicca, intorno al 1530, la commenda al cardinale Giovanni Salviati. Presentava una struttura irregolare ed era composta da tre navate, coperte da un semplice tetto ad eccezione del coro e del presbiterio. Era parte di un ampio complesso monastico che includeva alloggi per frati e monache. Con la soppressione degli umiliati nel 1571, la gestione della chiesa passò per un breve periodo ai gesuiti e poi all'ordine dei Minimi. Nel XVIII secolo, la chiesa fu ridotta ad una sola navata e accorciata per adattarla come ospedale militare. Rientrati i minimi fu completamente rifabbricata e decorata e consacrata dal cardinale Tommaso Maria Ghilini nel 1774. Con la soppressione degli ordini religiosi, la chiesa passò alla confraternita dei santi Barnaba e Rocco, acquisendo il nome da quest'ultima e perdendo definitivamente il suo originale legame con gli umiliati. | vedi anche chiesa n. 78 |

## Tabella riassuntiva
| CHIESE DEMOLITE                                                                                              | CHIESE DEMOLITE | CHIESE DEMOLITE | CHIESE DEMOLITE | CHIESE DEMOLITE |
| --- | --- | --- | --- | --- |
| | | | | |
| Bergoglio (borgo)                                                                                            | Rovereto | Marengo | Gamondio | Bergoglio (ex Gamondio/Rovereto) |
| XII secolo                                                                                                   | | | | |
| 1. San Pietro 2. Santa Maria della Neve 3. Santo Stefano 4. San Michele                                      | 1. Santa Croce 2. San Siro 3. San Giovanni | 1. San Pietro 2. San Pietro (Cattedrale) | 1. Santa Maria | 1. Sant'Andrea 2. San Martino 3. San Baudolino |
| XIII secolo                                                                                                  | | | | |
| 1. San Bernardo 2. Trinità 3. Sant'Antonio (spedale)                                                         | | | 1. Santa Maria Maddalena 2. San Marco 3. Chiesa della "Rotonda"                                                                                              | 1. San Sebastiano 2. Santi Girolamo e Pio 3. San Paolo |
| XIV secolo                                                                                                   | | | | |
| 1. Santa Margherita 2. San Cristoforo (spedale) 3. San Giovanni (spedale) 4. Sant'Angelo 5. San Vitto        | 1. San Bartolomeo 2. San Biagio (spedale) | 1. San Giacomo (spedale) 2. Santa Maria di Betlemme 3. San Lazzaro (spedale)                                                                                 | 1. San Maurizio 2. San Giacomo 3. San Cristoforo (spedale) 4. Santa Margherita 5. San Bartolomeo (spedale)                                                   | |
| XV secolo | | | | |
| 1. Santa Maria della Misericordia 2. Madonna delle Grazie 3. San Giovanni Decollato 4. Santissima Annunziata | 1. Santo Stefano 2. Santa Chiara 3. Santi Sebastiano e Siro                                                                                                  | 1. San Bernardino 2. Santo Spirito | 1. Santa Maria Nuova 2. Santissima Annunziata 3. San Barnaba 4. Santissima Trinità 5. San Martino                                                            | 1. San Matteo 2. Sant'Urbano 3. Santa Caterina 4. Santa Lucia 5. San Simone 6. Concezione di Maria 7. San Giovanni Battista 8. Sant'Antonio (spedale)        |
| XVI secolo                                                                                                   | | | | |
| 1. Beata Vergine di Loreto 2. San Giacomo 3. Santa Caterina                                                  | 1. Santissima Annunziata | 1. San Marziano | 1. Santa Maria 2. Santa Marta (orfanotrofio) | 1. San Giacomo |
| XVII secolo                                                                                                  | | | | |
| 1. Chiesa del Crocefisso                                                                                     | 1. Beata Vergine Annunziata 2. Santa Maria di Betlemme | 1. San Rocco 2. Spirito Santo 3. Sante Anna e Teresa | | 1. Santi Barnaba e Rocco 2. Santi Giuseppe e Teresa |
| XVIII secolo                                                                                                 | | | | |
| | | 1. Santissima Trinità (spedale) | | 1. Sante Lucia e Caterina |
| Dati incerti                                                                                                 | | | | |
| 1. Annunziata Nuova 2. Porta d'Asti 3. Guastavina                                                            | XIV secolo1. Ecclesia monacharum XV secolo1. Santa Maria Acqualunga XVI secolo1. Santa Caterina de Rajato 1. Sant'Agata XIX secolo1. Cappella del Crocefisso | XIV secolo1. Ecclesia monacharum XV secolo1. Santa Maria Acqualunga XVI secolo1. Santa Caterina de Rajato 1. Sant'Agata XIX secolo1. Cappella del Crocefisso | XIV secolo1. Ecclesia monacharum XV secolo1. Santa Maria Acqualunga XVI secolo1. Santa Caterina de Rajato 1. Sant'Agata XIX secolo1. Cappella del Crocefisso | XIV secolo1. Ecclesia monacharum XV secolo1. Santa Maria Acqualunga XVI secolo1. Santa Caterina de Rajato 1. Sant'Agata XIX secolo1. Cappella del Crocefisso |
| | | | | |
| CHIESE SCONSACRATE                                                                                           | | | | |
| Bergoglio (borgo)                                                                                            | Rovereto | Marengo | Gamondio | Bergoglio (ex Gamondio/Rovereto) |
| | | | | |
| Chiese non più in uso                                                                                        | | | | |
| XV secolo | | | | |
| | | 1. Santa Maria | | 1. Santissima Annunziata |
| Chiese riconvertite                                                                                          | | | | |
| XIV secolo                                                                                                   | | | | |
| | | | | 1. San Francesco |
| XVII secolo                                                                                                  | | | | |
| | | 1. Sant'Ignazio | | |
| XVIII secolo                                                                                                 | | | | |
| | | | | 1. San Giovanni Decollato |
| | | | | |
| CHIESE TRASFORMATE                                                                                           | | | | |
| Bergoglio (borgo)                                                                                            | Rovereto | Marengo | Gamondio | Bergoglio (ex Gamondio/Rovereto) |
| | | | | |
| XII secolo                                                                                                   | | | | |
| | | | | 1. San Giovanni del Cappuccio |

### Esplicative
1. ↑  La chiesa era anche nota con la denominazione "san Michel de Pozzolascha", indicativa della sua collocazione urbana lungo il segmento finale della contrada Pozzolascha. Questa area del borgo era particolarmente esposta al degrado strutturale a causa della sua posizione vulnerabile alle piene del Tanaro e agli assedi.
2. ↑  Gli altri erano: l'abbazia di san Pietro, benedettini), la santissima Annunziata (Amadeiti) e la chiesa di santo Stefano (serviti).
3. ↑  Carlo A-Valle riporta che già nel 1737 la chiesa di un nucleo di case sparse a ovest, fuori le mura sulla strada per Solero e dedicata allo stesso santo, fungeva da parrocchia e successivamente divenne nota come "quartiere di san Michele".
4. ↑  Secondo Chenna, Giovannino Guasco visse molto tempo dopo il 1295, e l'instrumento di donazione fatta da lui alla chiesa di sant'Antonio e di santo Stefano di Bergoglio è datato 18 febbraio 1424, un periodo in cui la chiesa di sant'Antonio aveva già il cosiddetto precettore, e lo spedale annesso era già stato fondato. Come risulta da una cedola in cui Giovannino Guasco spiegava le condizioni con cui desiderava effettuare tale donazione, inserita in un instrumento dell'11 settembre 1428, in cui è nominato come ancora vivente e residente in Piemonte, stabilì, tra le altre cose, che riguardavano il suddetto spedale, che «de bonis mobilibus debeant fieri lecti decem fulciti in hospitali s. Antonii ultra illos, qui sunt in dicto hospitali».
5. ↑  "Non vogliate ingannarvi / Dio non può essere schernito / quel che uno avrà seminato / quello pure mieterà. Dalla lettera di San Paolo ai Galati".
6. ↑  D. Joannes de Putheo Miles, D. Paganus de Alice Miles; mentre l'ultimo proprietario è descritto come signore e frate: D. fr. Simon de Putheo, titoli adatti ai cavalieri di Malta.
7. ↑  «S. Mariæ de Sterpono, appellata la Margaritota, juris religionis Hierosolimitanæ», ha anche il titolo di torre dei tempi e masone, che corrisponde al termine domus, come evidenziato nei registri della misura generale del 1590 (cfr Gianfranco Calorio, p. 164).
8. ↑  Che sia appartenuta ai Crocigeri, si ricava da un documento del 3 maggio 1505, nel quale interviene «Fr. Anselmus de Straneis prior ecclesiæ s. Christophori extra muros Alexandriæ dicti ordinis Cruciferorum»; e da un altro del 27 aprile 1544, dove si fa menzione del priorato «Hospitalis s. Christophori extra muros quarterii Bergolii Alexandriæ ordinis b. Mariæ Cruciferorum».
9. ↑  Anche questo fu poi dato e ceduto ai padri per atto del primo ottobre 1560, nel quale la confraternita cedette loro «locum unum, seu oratorium quod est super volta ecclesiae dd. fratrum B. Mariæ Annunciatæ quarterii Bergolii». Allora forse si provvide ad un'altra chiesa separata; se non piuttosto molto tempo dopo, perché da un testamento del 21 febbraio 1581 si rileva che quella confraternita era tuttora nella chiesa dell'Annunziata dei minori osservanti.
10. ↑  Secondo altri, rappresentava una traccia dell’immigrazione verso Rovereto di famiglie provenienti da Castellazzo, l’antico Gamondium, nel cui territorio esisteva una regione detta appunto "San Giovanni delle Rane", nei pressi di una cascina denominata "Bergamina". Secondo quest’ultima tesi, i nuovi arrivati avrebbero costruito un edificio sacro attribuendogli il nome del santo a cui erano devoti.
11. ↑  Chenna afferma che l'ospedale demolito fosse l'"antico ospedale di Sant'Antonio" (cfr. Giuseppe Antonio Chenna, III, p. 266), situato in una diversa area della città rispetto all'ospedale di San Biagio, il quale si trovava invece dove sarebbe stata edificata in seguito la chiesa di Sant'Ignazio della Compagnia di Gesù. Pertanto, è ragionevole supporre che i gesuiti, appena accolti, abbiano preso possesso di una chiesa collocata nella stessa area destinata alla futura costruzione.
12. ↑  La chiesa viene menzionata come «Ecclesia congregationis noviter constructa in præsenti civitate Alexandriæ sub vocabulo b. Mariæ Annuntiatæ» (cfr. Giuseppe Antonio Chenna, III, pp. 266).
13. ↑  «Nova [...] paucis ab hinc annis sodalitas est erecta, quam congregationem Annunciatæ appellant. In ea adscripti sunt complures viri pii, qui non solum in corum oratorio diebus dominicis, & festivis ex præcepto conveniunt ad celebrandum officium b. Virginis, atque alia exercitia spiritualia peragenda; verum diebus etiam feriatis summo mane, & vesperi orationi mentali vacando in frequentatione ss. sacramentorum poenitentiæ, & eucharistiæ solliciti valde sunt, & in aliis operibus piis, & exercitiis spirituali bus, ut potius vitam religiosorum hominum, quam sæcularium ducere videantur» (cfr. Giuseppe Antonio Chenna, III, pp. 266-267).
14. ↑  L'ospedale di San Giacomo sorse nell'area oggi occupata dalla casa di riposo "Soggiorno Borsalino". La facciata principale si apriva su corso Lamarmora, mentre il complesso si sviluppava lungo la contrada successivamente denominata via Ghilini, con la chiesa situata all'angolo tra via Ghilini e via San Pio V. La presenza di un'assistenza medica suggerisce che l'ospedale di Alessandria, analogamente agli altri ospedali di San Giacomo di Altopasso, fosse strutturato come un vero ospedale nel senso moderno del termine (cfr Giovanni Maconi, pp. 48-49).
15. ↑  Si tratta di Marco Marinone che fu immediato predecessore del vescovo Marco Cattaneo de' Capitaneis ad Alessandria.
16. ↑  «Actum in civitate Alexandriæ in quarterio Marenghi in rugata S. Martini vid, in ecclesia S. Mariæ novæ cui coherent d. Petrinus Barberus a duabus et via publica». Nel quartiere di Marengo c'era una contrada detta di san Martino e un'altra di san Martino delle Giare (cfr. ASAl ASAL, Not. Michele della Valle, F. 252, 10 dicembre 1563).
17. ↑  L'atto riguarda la vendita di una casa: «tre lochi abasso contigui con soi portici atacati et un altro corpo di casa con doi lochi a basso et tutta la corte [...]» per il prezzo di scudi 200. La casa da vendersi era situata nella parrocchia di santa Maria dell'Olmo, contrada di san Martino delle giare (cfr. Moretti /II, p. 21, nota 6).
18. ↑  Il termine glareis deriva dal latino glarea, che indica ghiaia o ciottoli. In questo contesto, «Contrata s. Martini de glareis» potrebbe riferirsi a una zona o strada caratterizzata dalla presenza di ghiaia o un terreno sassoso, forse indicativa di una strada non pavimentata o una parte della contrada che si distingueva per queste caratteristiche.
19. ↑  Una carta specifica ancora riconosce il monastero come "Santa Maria de Pozolo", indicando che il titolo originale persisteva nonostante il trasferimento e il cambio di nome (cfr. Giuseppe Antonio Chenna, III, p. 285).
20. ↑  Francesco Gasparolo descrive la posizione della chiesa: « [...] Una chiesa di san Rocco stava prima ove attualmente trovasi la cosiddetta "Madonnina Agosti" (chiesa della beata Maria Vergine Assunta, ndr) in via dei Guasco, e dicevasi anche la "chiesa dei Mandrini". Un'altra chiesa di san Rocco fu fabbricata nel secolo XVII nel luogo dove ora trovasi il Berrettificio Italiano, in largo Vicenza. È in questa chiesa di san Rocco - ora completamente scomparsa - che trovavasi la confraternita dei santi Barnaba e Rocco, la quale poi al principio del secolo XIX ebbe la chiesa di san Giovanni del Cappuccio.» (cfr Francesco Gasparolo /I, p. 138).
21. ↑  Casa e chiesa dei flagellanti di santa Maria Nova.
22. ↑  La chiesa non fu demolita ma totalmente modificata e ricostruita, tanto da non essere più riconoscibile.

### Bibliografiche
1. ↑  Geo Pistarino, p. 14.
2. ↑  Raccolta Valizone /IV.
3. ↑  Raccolta Valizone /II.
4. ↑  Raccolta Valizone /I.
5. ↑  Raccolta Valizone /III.
6. ↑  Girolamo Tiraboschi /II, p. 59.
7. ↑  Gianfranco Calorio, pp. 166-167.
8. ↑  Giuseppe Antonio Chenna, III, p. 128.
9. ↑  Gianfranco Calorio, p. 165.
10. ↑  Codex Statutorum, p. 223.
11. ↑  Girolamo Ghilini, p. 47.
12. ↑  Girolamo Ghilini, p. 62.
13. ↑  Giuseppe Antonio Chenna, III, pp. 379-380.
14. ↑  Girolamo Ghilini, p. 52.
15. ↑  Francesco Guasco di Bisio, tav. III.
16. ↑  Francesco Guasco di Bisio, tav. IV.
17. 1 2 3  Gianfranco Calorio, p. 168.
18. ↑  Giuseppe Antonio Chenna, III, pp. 183-185; 341.
19. ↑  Giovanni Maconi, pp. 45-46.
20. ↑  Giuseppe Antonio Chenna, III, pp. 185-186.
21. ↑  Codex Statutorum, p. 226.
22. 1 2  Giuseppe Antonio Chenna, III, p. 381.
23. 1 2  Codex Statutorum, p. 242.
24. 1 2  Giuseppe Antonio Chenna, III, pp. 334-337.
25. ↑  Perin, Solarino, p. 50.
26. 1 2  Giuseppe Antonio Chenna, III, pp. 337-339.
27. ↑  Gianfranco Calorio, p. 163.
28. ↑  Giuseppe Antonio Chenna, III, p. 339.
29. ↑  Girolamo Ghilini, p. 185.
30. ↑  Giuseppe Antonio Chenna, III, pp. 186-187.
31. ↑  Giuseppe Antonio Chenna, III, p. 329.
32. ↑  Cesare Moretti /II, p. 15.
33. ↑  Cesare Moretti /II, p. 18.
34. ↑  Giuseppe Antonio Chenna, III, p. 329-330.
35. ↑  Giuseppe Antonio Chenna, III, p. 144.
36. ↑  Valeria Polonio, p. 567.
37. 1 2  Mauro Remotti /I.
38. ↑  Giuseppe Antonio Chenna, III, p. 269-270.
39. ↑  Giovanni Maconi, pp. 23-24; 53.
40. ↑  Codex Statutorum, p. 349.
41. ↑  Giuseppe Antonio Chenna, III, p. 378-379.
42. ↑  Perin, Solarino, p. 103.
43. 1 2 3 4 5  Francesco Gasparolo /II, p. 61.
44. ↑  Cita Ghilini.
45. ↑  Giuseppe Antonio Chenna, III, p. 325.
46. ↑  Girolamo Ghilini, p. 173.
47. ↑  Giovanni Maconi, p. 54.
48. ↑  Perin, Solarino, pp. 17-18.
49. 1 2 3 4 5  Maria Luisa Caffarelli, p. 5.
50. ↑  Cfr. chiesa n. 58.
51. 1 2 3  Giuseppe Antonio Chenna, III, 374.
52. ↑  Codex Statutorum, p. 245.
53. ↑  Codex Statutorum, p. 395.
54. ↑  Codex Statutorum, p. 307.
55. 1 2  Codex Statutorum, p. 258.
56. ↑  Extrait des Registres des Délibérations des Consuls de la République.
57. ↑  Giuseppe Antonio Chenna, III, pp. 343-345.
58. ↑  Giovanni Maconi, pp. 47-49.
59. ↑  Giuseppe Antonio Chenna, III, p. 175.
60. ↑  Giuseppe Antonio Chenna, III, p. 375.
61. ↑  Codex Statutorum, p. 347.
62. ↑  Giuseppe Antonio Chenna, III, pp. 374-375.
63. ↑  Codex Statutorum, p. 209.
64. ↑  Francesco Gasparolo /I, p. 138.
65. ↑  Giuseppe Antonio Chenna, III, pp. 322-324.
66. 1 2  Cesare Moretti /I.
67. 1 2  Giuseppe Antonio Chenna, III, pp. 318-319.
68. ↑  Giuseppe Antonio Chenna, III, p. 120 e ss.
69. 1 2  Francesco Gasparolo /II, p. 60.
70. ↑  Giuseppe Antonio Chenna, III, p. 278.
71. ↑  Maria Pia Alberzoni.
72. ↑  Perin, Solarino, p. 130.
73. ↑  Giuseppe Antonio Chenna, III, p. 190 e segg.
74. ↑  Girolamo Ghilini, p. 40.
75. 1 2  Cesare Moretti /II, p. 24.
76. ↑  Cesare Moretti /II, p. 25, nota 4.
77. ↑  Giuseppe Antonio Chenna, III, pp. 322-323.
78. ↑  Guglielmo Baldesano, pp. 12 e segg.
79. ↑  Visita Pastorale mons. De Rossi.
80. ↑  Giuseppe Antonio Chenna, III, 32.
81. ↑  Perin, Solarino, pp. 106, 107.
82. ↑  Girolamo Ghilini, p. 76.
83. ↑  Giuseppe Antonio Chenna, III, pp. 345-346.
84. ↑  Perin, Solarino, p. 29.
85. ↑  Cesare Moretti /II, p. 23.
86. 1 2  Giuseppe Antonio Chenna, III, p. 338.
87. ↑  Cesare Moretti /II, p. 19.
88. ↑  Giuseppe Antonio Chenna, III, p. 317.
89. ↑  Perin, Solarino, p. 143.
90. 1 2 3  Giuseppe Antonio Chenna, III, p. 373.
91. ↑  Codex Statutorum, p. 259.
92. ↑  Giuseppe Antonio Chenna, III, pp. 376-377.
93. ↑  Perin, Solarino, p. 132.
94. ↑  Giuseppe Antonio Chenna, III, p. 171 e segg.
95. ↑  Giuseppe Antonio Chenna, III, p. 152.
96. ↑  Francesco Gasparolo /II, p. 59.
97. ↑  Girolamo Tiraboschi /II, p. 60.
98. ↑  Girolamo Tiraboschi /I, p. 222.
99. ↑  Giuseppe Antonio Chenna, III, p. 285.
100. ↑  Perin, Solarino, p. 89.
101. ↑  Francesco Gasparolo /I, p. 136.
102. 1 2 3 4 5  Giuseppe Antonio Chenna, III, pp. 330-334.
103. ↑  Perin, Solarino, p. 148.
104. ↑  Francesco Gasparolo /I, p. 137.
105. ↑  Giuseppe Antonio Chenna, III, p. 376.
106. ↑  Antonio Maconi, p. 24; 54.
107. ↑  Giuseppe Antonio Chenna, III, pp. 360-362.
108. ↑  Perin, Solarino, p. 145.
109. ↑  Giuseppe Antonio Chenna, III, pp. 276-277.
110. 1 2  Giuseppe Antonio Chenna, III, p. 382.
111. ↑  Giuseppe Antonio Chenna, III, pp. 320-322.
112. ↑  Piero Angiolini /I, p. 5.
113. ↑  Piero Angiolini /II, p. 1.
114. ↑  Mauro Remotti /II, p. 11.
115. ↑  Perin, Solarino, pp. 99-100.
116. ↑  Perin, Solarino, p. 51.
117. ↑  Giuseppe Antonio Chenna, III, p. 239 e segg.
118. ↑  Francesco Gasparolo /II.

### Fondi, archivistica
- (LA) Visita Pastorale di monsignor Giuseppe Tomaso de Rossi, in ACVAL, VIII.L.6, 1760.
- (FR) Extrait des Registres des Délibérations des Consuls de la République, in ASAL, IGDAL, m. 200, Affari speciali dei Comuni, “Alessandria intra Muros” (1814-1825), fasc. s.n., Alessandria.
- Raccolta Valizone - Sezione Gamondio, in ASAL, ASCAL, serie III, n. 2261/396.
- Raccolta Valizone - Sezione Marengo, in ASAL, ASCAL, serie III, n. 2261/397.
- Raccolta Valizone - Sezione Bergoglio, in ASAL, ASCAL, serie III, n. 2261/398.
- Raccolta Valizone - Sezione Rovereto, in ASAL, ASCAL, serie III, n. 2261/399.

### Codici
- (LA) Codex Statutorum Magnifice Communitatis Atque Diœcæsis Alexandrinæ [Codice degli statuti della magnifica comunità e diocesi di Alessandria], Alessandria, Francesco Moscheni & F.lli, 1547.

### Storica, annalistica
- Girolamo Ghilini, Annali di Alessandria, Milano, Gioseffo Marelli, 1666.
- (LA) Girolamo Tiraboschi, Vetera Humiliatorum Monumenta, vol. 1, Milano, Joseph Galeatius, 1766.
- (LA) Girolamo Tiraboschi, Vetera Humiliatorum Monumenta, vol. 2, Milano, Joseph Galeatius, 1767.
- (LA) Girolamo Tiraboschi, Vetera Humiliatorum Monumenta, vol. 3, Milano, Joseph Galeatius, 1768.
- Giuseppe Antonio Chenna, Del Vescovato de' Vescovi e delle Chiese della Città e Diocesi d'Alessandria, Alessandria, Ignazio Vimercati Stampatore, 1786.
- Carlo A-Valle, Storia di Alessandria dall'origine ai nostri giorni, vol. 1, Torino, Tipografia fratelli Falletti, 1853.
- Carlo A-Valle, Storia di Alessandria dall'origine ai nostri giorni, vol. 2, Torino, Tipografia fratelli Falletti, 1853.
- Biagio Gho, Cenni Storici sull'Antico Borgoglio di Alessandria, Torino, Tipografia Reano, Bossuto & C., 1926.
- Cesare Moretti, Antiche chiese di Alessandria. Notizie storiche, critiche, in Memorie di storia ecclesiastica alessandrina, vol. 1, Alessandria, Casa Editrice G. Colombani & C., 1947.
- Cesare Moretti, Le Confraternite di Alessandria, in Memorie di storia ecclesiastica alessandrina, vol. 2, parte I, Alessandria, Casa Editrice G. Colombani & C., 1948.
- Gianfranco Calorio, Bergolium: il Territorio e l'Abitato, volume primo, Castelnuovo Scrivia (AL), Casa Editrice Favolarevia, 2000.
- Annalisa Dameri, Leopoldo Valizone. Architetto in Alessandria. Un architetto per la città negli anni della restaurazione, Torino, Celid, 2002, ISBN 88-7661-509-1.
- Antonella Perin e Carla Solarino (a cura di), Chiese, conventi e luoghi pii della città di Alessandria, collana BCA. Studi e ricerche, n. 7, Alessandria, Edizioni dell'Orso, 2007.
- Giovanni Maconi, Storia dell’Ospedale dei santi Antonio e Biagio di Alessandria, Marco Vimercati (grafica di), 2ª ed., Recco, Le Mani - Microart’s Edizioni, 2012  [2003], ISBN 978-88-8012-141-1.
- Valerio Castronovo (direzione scientifica), Atlante storico dell'alessandrino, a cura di coordinamento editoriale Iniziative Speciali di De Agostini Libri, Enrico Lusso (cura dell'opera), Gioachino Gili (coordinamento editoriale), Alessandria, Fondazione Cassa di Risparmio di Alessandria, De Agostini Libri S.p.A., 2013, ISBN 9788841897867.

### Genealogica, araldica
- Francesco Guasco di Bisio, Famiglia Guasco di Alessandria, in Tavole genealogiche di famiglie nobili alessandrine e monferrine dal secolo IX al XX, vol. 1, Casale, Tipografia Cooperativa Bellatore, Bosco & C., 1924.

### Biografica
- Maria Pia Alberzoni, Guglielmo da Rizolio, in Dizionario biografico degli italiani, vol. 61, Roma, Istituto dell'Enciclopedia Italiana, 2004.

### Pubblicazioni, riviste, studi, ricerche, convegni
- Guglielmo Baldesano, Notizia della Congregazione di San Maurizio Arciduca della Legione Thebea, eretta nella città di Alessandria, in Rivista di Storia, Arte, Archeologia della Provincia di Alessandria, anno XV, fascicolo XXIII, Alessandria, Società Poligrafica, 1906.
- Francesco Gasparolo, Il Convento di san Giovanni del Cappuccio, in Rivista di Storia, Arte, Archeologia della Provincia di Alessandria, anno XVIII, fascicolo XXXIV (Serie II), Alessandria, Società Poligrafica, aprile-giugno 1909,  pp. 119-208.
- Francesco Gasparolo, Chiese chiuse e distrutte di Alessandria, in Rivista di Storia, Arte, Archeologia della Provincia di Alessandria, anno XXI, fascicolo LXV (Serie II), Alessandria, Gazzotti & C., gennaio-marzo 1912.
- Francesco Gasparolo, La Chiesa e Confraternita di S. Maurizio in Alessandria, in Rivista di Storia, Arte, Archeologia della Provincia di Alessandria, anno XXVIII, fascicolo XI (Serie III), Alessandria, Tipografia Succ. Guazzotti & C., luglio-settembre 1919,  pp. 194-195.
- Valeria Polonio, La. Diocesi di Alessandria e l'ordinamento ecclesiastico preesistente (PDF), in Rivista di Storia, Arte, Archeologia per le Provincie di Alessandria e Asti, quaderno unico, Alessandria, Società di Storia, Arte, Archeologia per le Provincie di Alessandria e Asti, 1969/1970,  pp. 564-576.
- Geo Pistarino, La doppia fondazione di Alessandria (1168, 1183) (PDF), in Rivista di Storia Arte Archeologia per le provincie di Alessandria e Asti, volume unico, Alessandria, Società di Storia Arte Archeologia - Accademia degli Immobili, 1997,  pp. 5-36.

### Quotidiani, periodici
- Piero Angiolini, Vecchia Alessandria. La Ca' Granda (PDF), in Il Piccolo, Alessandria, 28 marzo 1953.
- Piero Angiolini, Vecchia Alessandria. Strade e contrade (PDF), in Il Piccolo, Alessandria, 23 agosto 1958.
- Maria Luisa Caffarelli, Quelle chiese di una volta (PDF), in Il Piccolo, Alessandria, 5 novembre 1991.
- Mauro Remotti, Alessandria Racconta. San Giovanni delle Rane (PDF), in La Voce Alessandrina, Alessandria, La V comunicazione s.c., 5 maggio 2020.
- Mauro Remotti, Santa Maria Domus Magnæ (PDF), in La Voce alessandrina, Alessandria, La V comunicazione s.c., 23 febbraio 2023.